# 太陽花學運時間軸

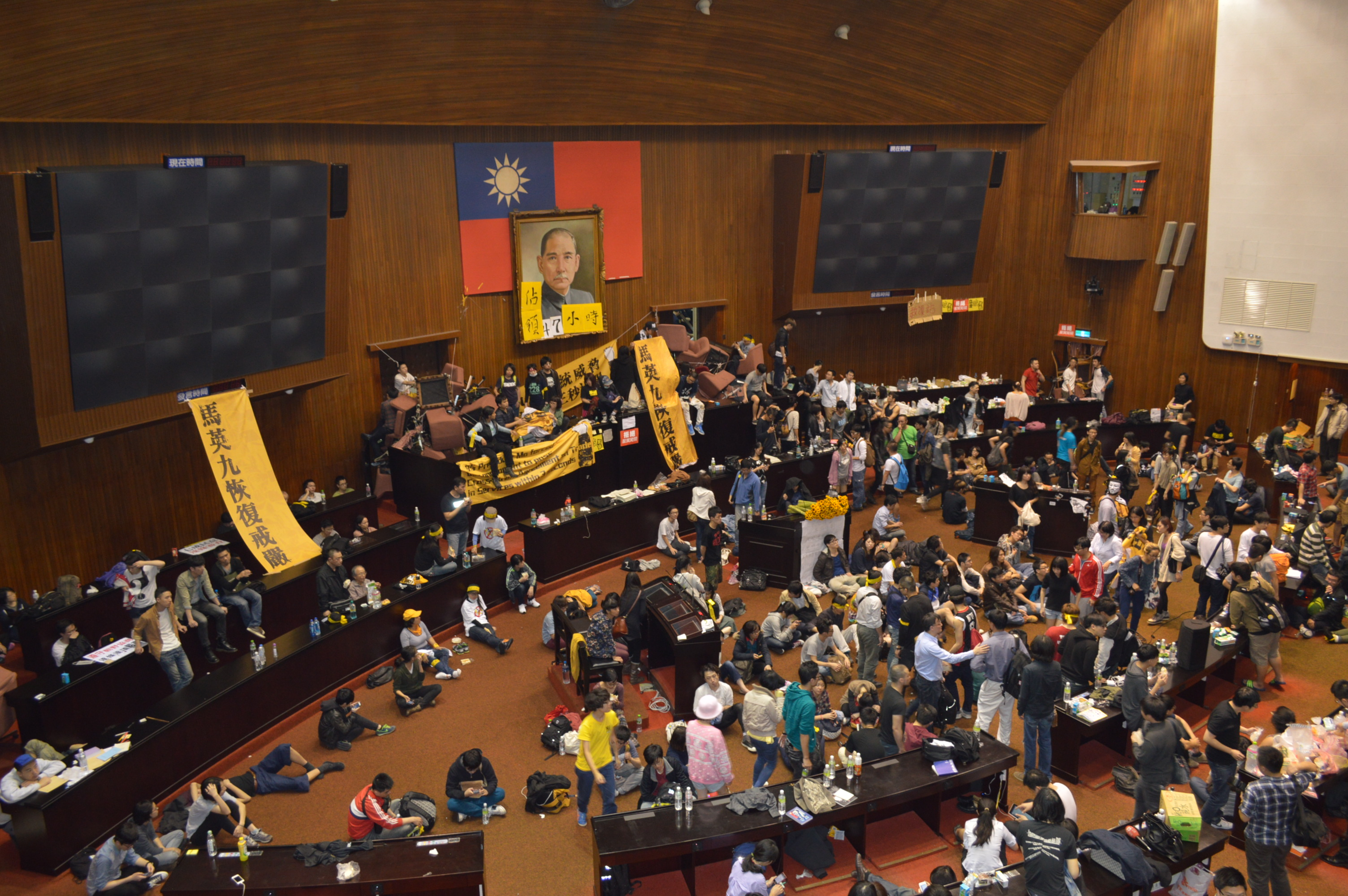
學生佔領立法院主席臺。

太陽花學運是指自2014年3月18日開始，由臺灣學生主導並且以中華民國立法院為主要據點的社會運動。其中在當天9時，反對中國國民黨單方面將《海峽兩岸服務貿易協議》宣告存查的學生佔據了立法院議場。儘管內政部警政署曾經多次嘗試驅離佔領議場的抗議學生卻都宣告失敗，與此同時來自臺灣各處的示威群眾也紛紛前往立法院附近支援。

## 3月17日
下午2時30分，中國國民黨立法委員張慶忠在盧嘉辰與廖國棟等人戒護下原本要在主席臺上宣布開會，但是因為遭到民主進步黨立法委員包圍而無法按照議程進行。下午2時39分時在會議室後方以無線麥克風宣布開會，認定先前召開3場的《海峽兩岸服務貿易協議》聯席審查會議無效；並且表示由於《海峽兩岸服務貿易協議》送交立法院審查已經超過3個月的期限，因此依法視為已經審查並且改交由院會存查。在中國國民黨政策委員會執行長林鴻池宣布確認此決議後，行政院發言人孫立群則是給予承認。但是另外一方面民主進步黨總召柯建銘則宣布要在隔天癱瘓立法院院會，而同樣擔任內政委員會總召的陳其邁則表示拒絕承認《海峽兩岸服務貿易協議》已經送交至立法院院會的決議。

## 3月18日

### 抗議行動

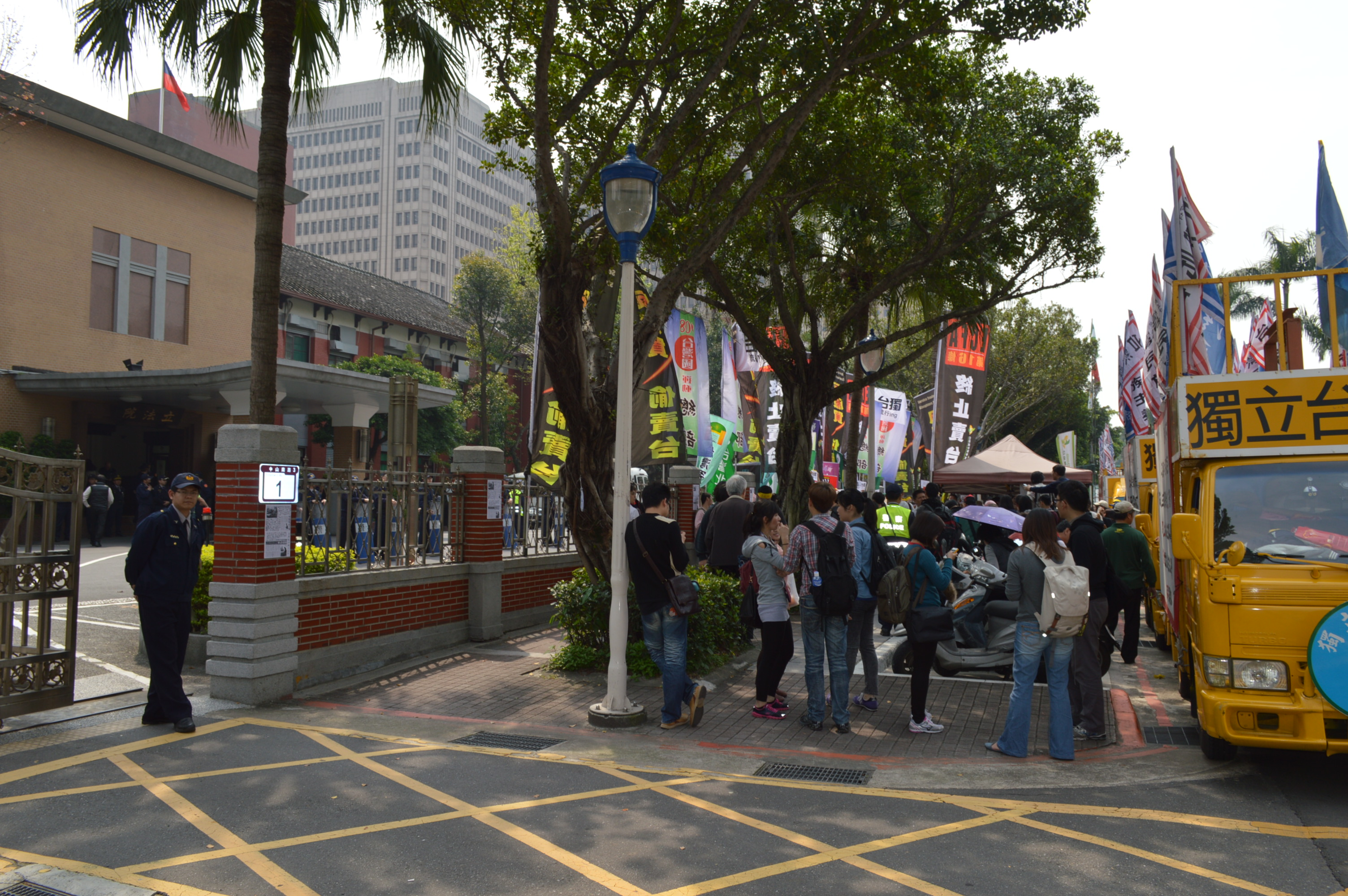
3月18日當天上午，在立法院外抗議《海峽兩岸服務貿易協議》獲得存查的群眾。

早上8時30分時任立法委員葉宜津、陳節如和吳宜臻便先行佔領議場主席台。到了預定開會時間上午9時，民主進步黨籍立法委員全體佔領主席臺，並且手持「遵守朝野協商，逐條逐項嚴審」等標語以表達不滿。上午11時30分，立法院院長王金平在經過朝野協商而沒得到共識後宣布立法院散會，請行政院院長江宜樺等官員先離席並且視協商結論後再備詢。而民主進步黨籍立法委員蕭美琴、吳秉叡與吳宜臻則在當天下午宣布展開70小時禁食，以抗議國民黨將《海峽兩岸服務貿易協議》送交立法院院會存查。其中蕭美琴表示在各項民意調查顯示有70%以上民意支持逐條審查的情況下，對於未能夠阻止張慶忠宣佈《海峽兩岸服務貿易協議》送至立法院院會存查一事感到痛心。另外台灣團結聯盟也在同一天，號召支持者前往張慶忠位於新北市中和區的服務處抗議並且遞交抗議書。
而在上午時反黑箱服貿行動聯盟等團體則在立法院大門口召開記者會，批評中國國民黨違反了先前朝野協商所提出的《海峽兩岸服務貿易協議》逐條審查之結論，並且呼籲民眾在3月19日時包圍立法院以表達不滿。到了下午，反媒體巨獸聯盟以及黑色島國青年陣線開始和勞工團體、環保團體等公民社團密集討論佔領立法院的行動可能性。而為了讓計畫順利進行，各個社團事前組成10人決策小組並且分成3面夾擊立法院，並且草擬出撤回服貿協議以及中華民國總統馬英九等要求。而在晚間6時，反黑箱服貿行動聯盟、黑色島國青年陣線以及臺灣守護民主平臺等50個公民團體結合抗議《海峽兩岸服務貿易協議》未經逐條審查的學生與群眾在立法院群賢樓外舉行「服貿協議粗暴闖關，守護民主之夜」。活動期間聚集了200多名示威群眾，並藉由各界人士演講、樂團表演以及播放短片等來邀請民眾參與這次抗議活動。
晚上7時學生開始放出情報指稱抗議群眾將要前往中華民國總統府，這使得獲得這一資訊的警方開始強化總統府周邊的防備工作。而晚上8時，由於聲援的民眾不斷聚集使得警方將原本開放單線車道的濟南路全部封閉。當天晚上9點多時在黑色島國青年陣線成員陳為廷和林飛帆領導下，學生開始從立法院大門與濟南路側門趁著警衛反應不及衝入立法院。之後200多名抗議學生與民眾與員警於立法院側門發生推擠衝突，之後在議場正門口前集合靜坐以表達表達反對《海峽兩岸服務貿易協議》的訴求。之後陳為廷呼籲參與人士透過手機自拍並且上傳至網際網路打卡的方式，來號召更多公民參與這次抗議行動。

### 佔領議場

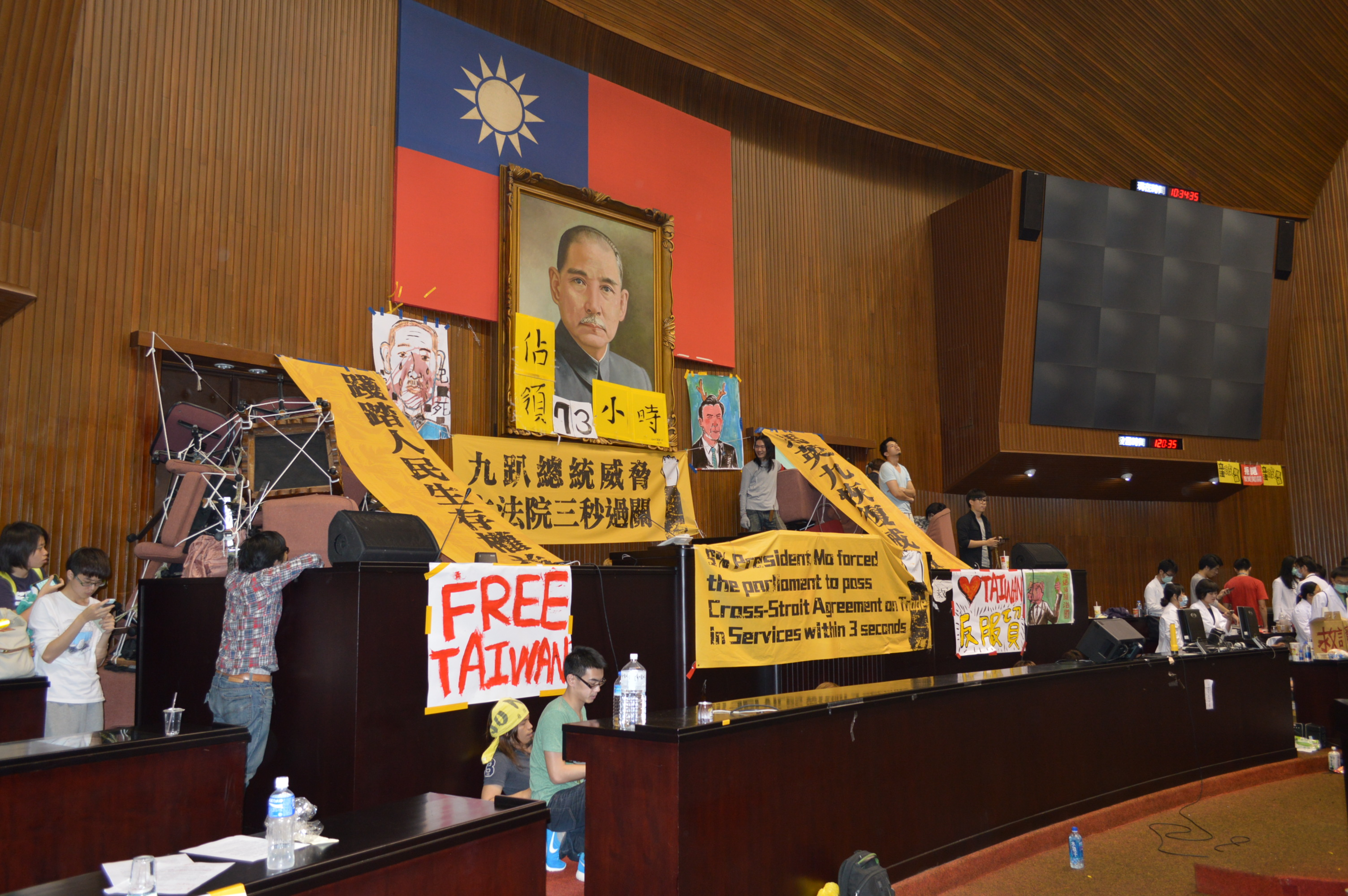
被佔領的立法院主席臺。

晚上9時30分時十幾名學生在林飛帆領導下開始從立法院青島東路側門打破玻璃門陸續進入議場，之後陸續進入議場的數百名學生開始高喊「全面占領主席台，重啟談判！」、「我們是國民不是暴民」、「今天過服貿，明天拆政府」等標語，並且在議場主席臺和議場二樓綁上自備的「占領63小時」、「拒絕服貿闖關」、「七成五台灣人民要求逐條審查」等抗議布條表示訴求，接著許多抗議學生也紛紛穿過警方勉強組織的單層人牆。
到了晚上9時54分，議場內的學生開始要求警員離開議場並且高喊「警察出去」和「把議場還給人民」。到了9時56分時，試圖把靠青島東路側門的警察推出議場的學生在與警方爆發推擠衝突，而學生也擠進了議場二樓的記者席以及旁聽席。佔領議場的學生之後發表了《318青年佔領立法院，反對黑箱服貿行動宣言》，其中主要表示擔憂草率通過後的經濟發展結果，並且要求重新實質審查《海峽兩岸服務貿易協議》。而自晚上10時開始學生便透過Ustream讓其他人士得以瞭解議場狀況，而網際網路上也有大量留言出現並且提供宣傳與鼓舞。此外在10時20分時，抗議學生和民眾把立法院院長王金平的椅子搬到臺前並且宣佈服貿審查會議開始。
到了10時20分，作為學生代表的林飛帆提出包括「我們代表人民奪回立院」、「我們歡迎在野黨朋友加入人民行動」、「我們要求馬政府、總統馬英九立刻親自到國會回應人民訴求」等3項要求，另外參與人士亦表示將會佔領主席臺直到3月21日而不讓當天立法院院會召開。到了晚上9時55分學生與警方開始爆發推擠衝突，而在晚上10時立法院內陸續開始出現臺北市政府警察局從其他警分局調派過來的支援警力。之後數十名學生為了避免警方以及駐立法院警衛衝入議場而開始用立法委員的座椅擋住8個出入口，並且派駐20名學生盯睄以及呼籲場內學生不要隨意出入。10時30分，警方在第一波攻堅中嘗試從議場側門或者從主席臺後門柔性勸離抗議學生；但是隨即遭到抗議學生的激烈抵抗而爆發推擠衝突，之後因為不敵學生的人數優勢而使得雙方開始處於對峙狀態。

### 清場失敗

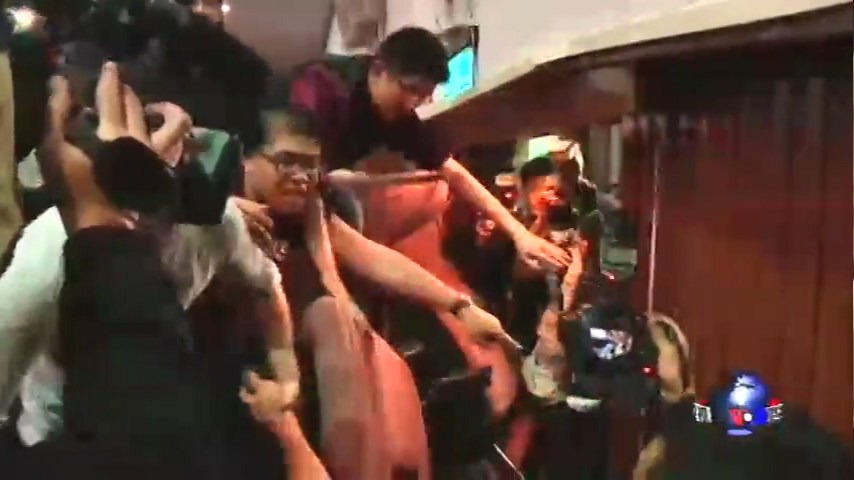
學生正在嘗試阻擋警方的進入。

在3月19日凌晨，曾經拍攝《不能戳的秘密》的導演李惠仁和8名學生正準備進入議場拍攝段宜康等立法委員阻擋大門等狀況時，因為不理會警方禁止拍攝影像而被以妨害公務罪嫌逮捕，其攝影器材也因為這起騷動而遭到毀損。而凌晨1時，由於警方派遣手持盾牌的員警嘗試隔離立法院鐵門而使得雙方在青島東路發生衝突，而在警方和抗議群眾也在鎮江街發生推擠，之後抗議群眾則原地靜坐以表達訴求。凌晨2時警方開始針對正門門口排除障礙物，並且開始以4人包圍1人的方式驅離落單的示威民眾或者抗議學生，對此佔領行動領導人以及糾察幹部在開會後決定預備演練在警方攻堅時的狀況以及因應措施。
凌晨3時37分警方發動了攻堅行動，分別嘗試議場內的3個入口隻障礙物，而主席臺後方的門口則因為有民主進步黨籍立法委員吳宜臻、李應元、葉宜津、管碧玲、尤美女、田秋堇、林淑芬和姚文智等人阻擋而放棄攻堅。到了3時53分時由於遲遲無法突破學生的隊伍，在以避免傷害學生為前提的情況下警方決定暫時停止了攻堅行動。在凌晨4時兩名在立法院廣場的抗議群眾將中山南路口大門上的「立法院」匾額拆除，並且將其與「中國黨」和「賣台院」兩幅布條一同置於廣場上，之後因為被部分抗議群眾踐踏而損壞。
而到了5時23分警方再度實施清場任務，但是仍然因為學生人數優勢以及立法委員段宜康介入而放棄行動。到了6時5分警方發動第三波攻堅行動並且在議場入口處逐一將人帶出，但是在台灣團結聯盟立法委員周倪安等人於門口阻饒下沒有成功。在數次清場過程中警方一共逮捕了3名抗議學生以及一名示威民眾，此外還有38名警員在推擠衝突中受傷。上午時警方繼續維持只允許議場內的抗議學生外出以及封鎖立法院出入口的方針，並且從臺灣各地調派鎮暴警察前往立法院支援。

## 3月19日

### 召開記者會

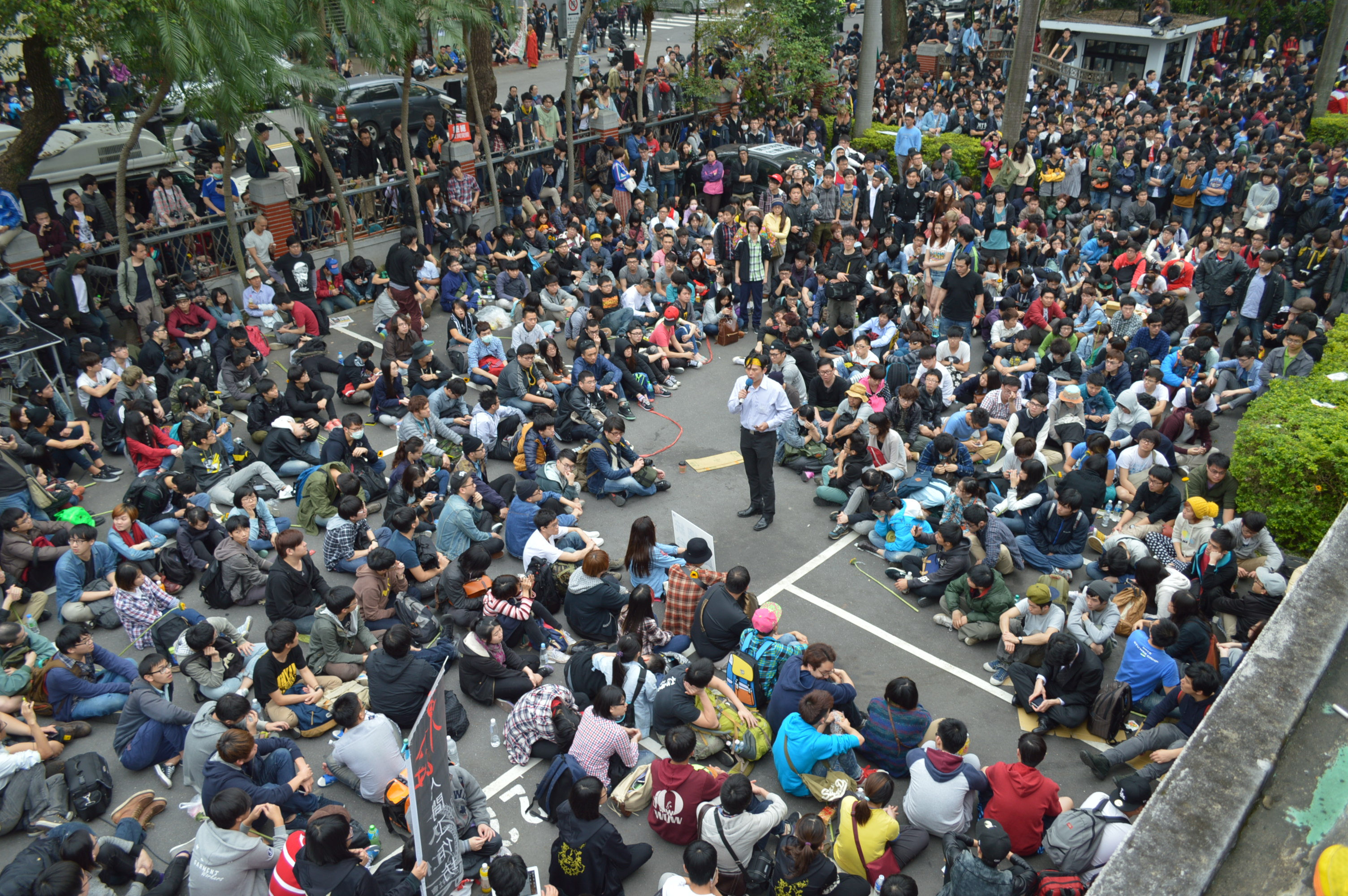
立法院院內靜坐的抗議學生與群眾。

上午8時7分，在議場內部的抗議學生召開開記者會並且提出3項訴求，其中包括立法院院長王金平要求警方立刻退出立法院、中華民國總統馬英九道歉以及行政院院長江宜樺下臺等實質作為、因為《海峽兩岸服務貿易協議》審議過程非法而應該立刻重新審查，並且要求立法院儘速完成兩岸簽署協議時的相關法案並且在這之前暫緩雙方高層相互訪問與協商。之後林飛帆也向議場內的抗議學生表示：「這是歷史上第一次臺灣人民進到國會來，我們辦到了。」並且要求和中華民國總統馬英九進行對話。上午8時許反對《海峽兩岸服務貿易協議》人士陸續到立法院青島側門廣場中間發表演說，並且呼籲「警察不動，我們不動」以避免激烈衝突爆發，同時也數次帶領抗議群眾大喊「王金平、撤警察」等口號。同時在立法院議場外也組成了以黑色島國青年陣線、臺灣守護民主平台等團體代表和學者為首的十幾人活動決策小組，在議場外設立指揮中心並且依照各團體的性質進行職務分工。
之後場外抗議群眾開始要求立法院工作人員開啟空調設備以讓議場空氣流通，並表示如果不開啟空調系統的話將會在9時30分發起第二波人潮嘗試進入議場；過了10多分鐘議場內部反應已經開啟空調設備後，才緩和外圍群眾的緊張氣氛。而在上午10時，一名學生於靠近青島東路的議場門口割腕並且以鮮血在議場門口柱子上畫愛心，藉此來表達抗議訴求。上午11時40分，佔領立法院議場的抗議民眾則從議場二樓揮舞抗議布條，並且倒掛中華民國國旗代表國難，隨後連同外圍集會現場齊唱《美麗島》。另外一方面，有線電視新聞網的iReport也特別開設專區以提供公民記者更新事件的發展報導。
而許多中南部學生和民眾在得知立法院遭到佔領後在晚間至凌晨包車北上前往支援，其中到了中午時包括東海大學、國立臺灣師範大學附屬高級中學等學生以及全國關廠工人連線與獨立台灣會等團體都已經抵達支援。黑色島國青年陣線則於上午近11時表示在民眾支援下，立法院議場內部已經備妥充足的飲用水、耳溫槍、氧氣瓶等相關物資，但也提到需要儲存保久性食物以備長期作戰。而在立法院議場外部的抗議現場，示威民眾也有計畫性地在周圍各集結點成立舞臺、服務臺和醫護站等站點。另外一方面，擔任中國國民黨主席的馬英九雖然在立法院黨團幹部授證典禮上沒有提到關於佔領立法院的處理方式，但是強調有關國際貿易的《自由經濟示範區特別條例》以及《海峽兩岸服務貿易協議》應當在這一立法院會期獲得通過。

### 飆車族衝突

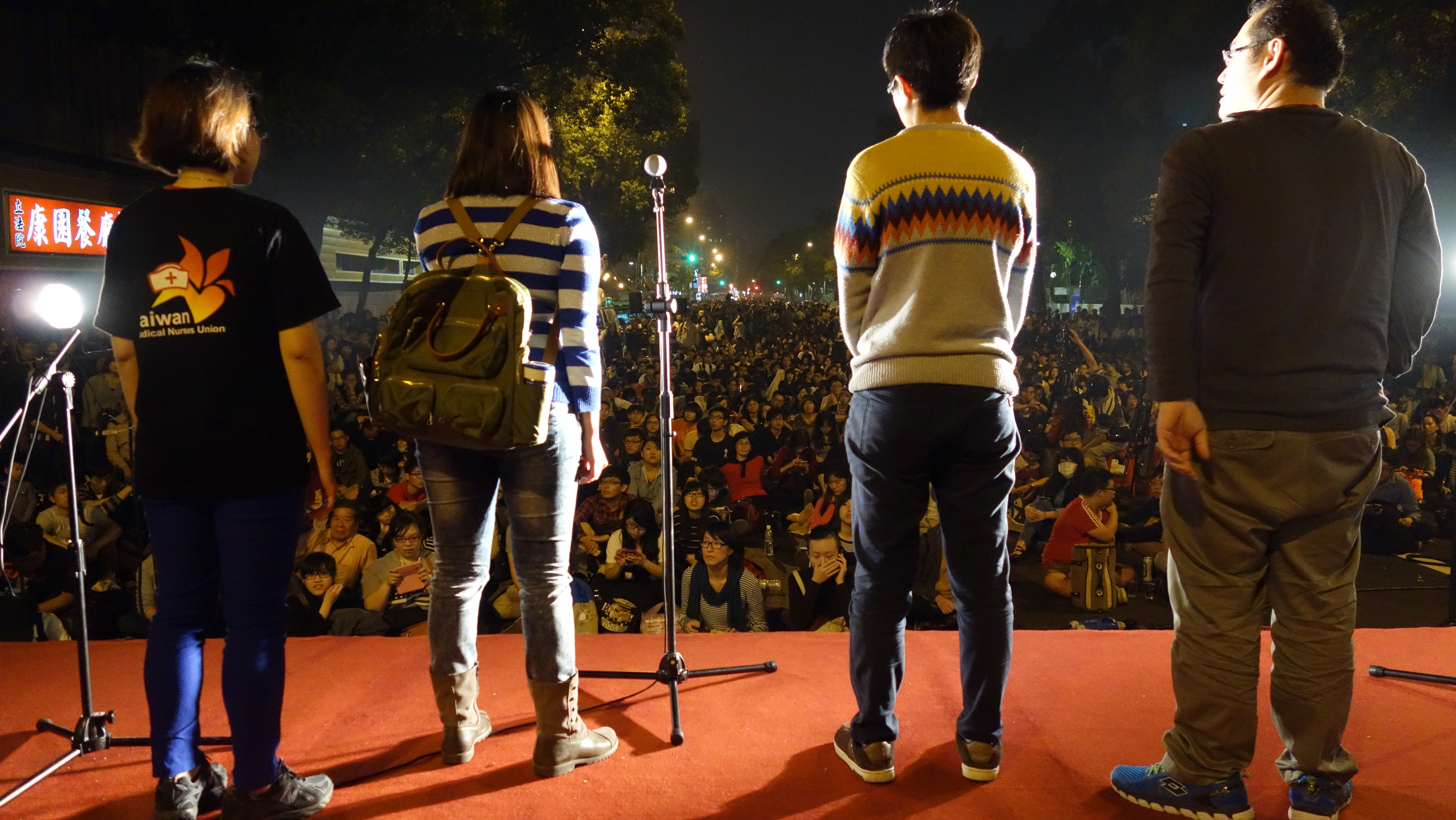
反對《海峽兩岸服務貿易協議》的抗議會場。

下午4時，中華民國內政部部長陳威仁、內政部警政署王卓鈞前往國立臺灣大學醫學院附設醫院探視因位立法院衝突而住院的駐衛中隊長鍾振強。其中陳威仁表示要求警方對於抗議群眾的嚴重脫序行為依法辦理，不過對於解除學生佔領立法院則沒有既定時刻表。而王卓鈞則表示學生在進入議場後已經有破壞公物的強況，但是在警力不宜直接進入立法院以及抗議群眾獲得立法委員支持下難以執行公權力。而同樣前往探望的中華民國警察警聲會代表陳明怡表示學生已經達成訴求，因此抗議群眾應該要盡快退出立法院。晚上6時，在進駐立法院議場的醫護人員表示若繼續維持室內空氣不流通的悶熱狀態的話，可能導致抗議學生熱衰竭或中暑，最後到了晚間6時30分時議場內部才重新恢復空調系統。晚間7時多，警方調派大批的內政部警政署保安警察第一總隊前往立法院，此使警力已經達到2,100人。
之後抗議群眾在青島東路與林森南路口組織人鏈以阻擋警備車進入立法院周遭，並且在網際網路上號召更多民眾前來參與。對此車上的警員拿出電子設備進行蒐證，而現場群眾也紛紛以手機和iPad反蒐證作為回應。由於傳出警方可能再度嘗試清場而使得抗議學生接連封鎖6個街口，並且議場內部的抗議群眾也開始演練警方攻堅時的保護自身辦法。場內抗議群眾也呼籲在場學生藉由靜坐方式來表訴求，並且盡可能避免和警方發生口頭或肢體動作衝突，而在場外也湧入超過3,000名群眾到場聲援。晚上8時，台灣團結聯盟人士率領十多名學生前往中華民國總統官邸噴漆，之後有4名學生被警方依違反《社會秩序維護法》函送法辦，而在稍後警方與便衣憲兵也在官邸前加強維安工作。而包括國立臺灣大學學生會、國立臺灣大學研究生協會、國立臺灣大學工會以及國立臺灣師範大學學生自治會共同發表聯合聲明與聲援稿，要求立法院院長王金平切勿動用國會警察權以及要求執政黨回歸立法院決議。
到了晚間10時，則出現數十名飆車族在青島東路上鳴放汽笛並且與抗議群眾發生衝突，最後在主持人以麥克風呼籲群眾冷靜的情況下讓被困住的騎士離開現場。但過了沒多久一名成員便手持西瓜刀向示威群眾叫囂，而在警方將其逮捕後中華統一促進黨總裁張安樂也出現在現場。根據警方統計截至晚上10時為止，包括濟南路、中山南路廣場、中山南路人行道、青島東路、青島東路立法院院區以及議場內部共集結了9,000名抗議群眾。而到了晚上11時，佔領議場的學生們再度將所有出入口以椅子擋住並且用繩索綁緊，同時嚴格管控出入人員以防止警方再度嘗試攻堅。而凌晨時分，在成大零貳社網路號召下有240名臺南市學生搭乘6輛遊覽車抵達立法院聲援。另外在長榮大學學生發起下，抗議群眾還在濟南路一段的保安大隊警車上貼上便利貼以表示感謝警方之立場。而在早晨時，一名因為在議場場內部和友人喝啤酒而在網際網路上廣為人知的罷黜者樂團成員則是因為酒駕，而被方依照公共危險罪嫌移送至臺灣臺北地方法院檢察署。

## 3月20日

### 最後通牒

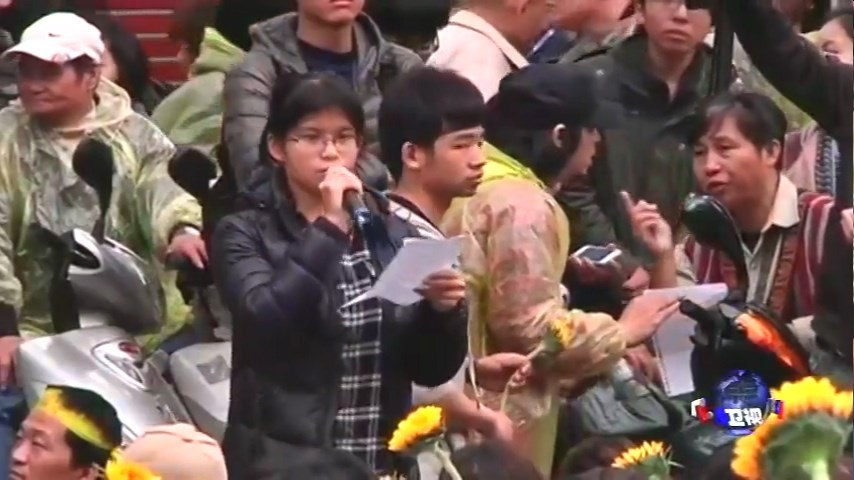
於臺上發表談話的學生。

上午9時學生代表陳為廷提出了3項訴求，包括要求立法院院長王金平否定《海峽兩岸服務貿易協議》遭到存查的正當性、將《海峽兩岸服務貿易協議》退回與中止和中國大陸的任何經貿協議，以及要求立法院通過《兩岸協議監督條例》並且任何協議都必須可以公開檢視，同樣的內容也在黑色島國青年陣線以新聞稿方式發布。而立法院總務處人員在上午發現部分收藏被抗議學生拿來作為路障後，經過協調後於中午聯合學生將所收藏的張大千、黃君璧、季康水墨畫以及其他重要文物移至其他其他立法院大樓庫房保管。另外包括中國國民黨副主席曾永權、政策委員會執行長林鴻池、黨團書記長王廷升、立法委員費鴻泰、江惠貞、王育敏等人則在上午前往國立臺灣大學醫學院附設醫院，探視因為學生佔領立法院議場而受傷住院的內政部警政署保安警察第六總隊中隊長鍾振強。
而當天下午陳為廷則公開要求馬英九和王金平必須在3月21日中午12時30分前，分別要求前者針對抗議學生所提出來的訴求作出回應、後者也應該到立法院議場接受公民質問，否則將採取更激烈、不服從、但非暴力的抗爭行動並且不會任意撤離立法院。他表示原本抗議訴求是退回《海峽兩岸服務貿易協議》，但是在經過討論後認為談判方式必須改進而呼籲要要建立兩岸監督機制。之後他則提到希望全臺灣各地學生和教師能夠「自主罷課」以支持反對《海峽兩岸服務貿易協議》的活動，並且希望更多民眾也共同參與這次抗議行動。
不過當天中華民國教育部主任秘書王作臺則表示社會各界已經對於學生採取許多包容，而這些必須以遵守校規與法律為前提進行。而在早上時，臺北市議員童仲彥和張茂楠則公布昨天晚上的飆車族衝突畫面，並且呼籲警方調動半數警力以保護表達訴求的群眾安全。而立法院院長王金平在上午接受採訪時表示會選擇妥善的方式進行溝通，但也提由於佔領議場的並非立法委員、因此這次事件應該是社會治安問題而非警察權動用議題。其中中華民國總統馬英九僅在上午的「大陸的轉型與改革」研討會中表示海峽兩岸經濟合作架構協議的生效將會打破過往臺灣遭到外交孤立的情況，而中華民國總統府則表示不願評論並尊重國會自治，並且提到「如果立法院有需要，政府會全力配合，支持立法院依法妥適處裡。」

### 街頭教室

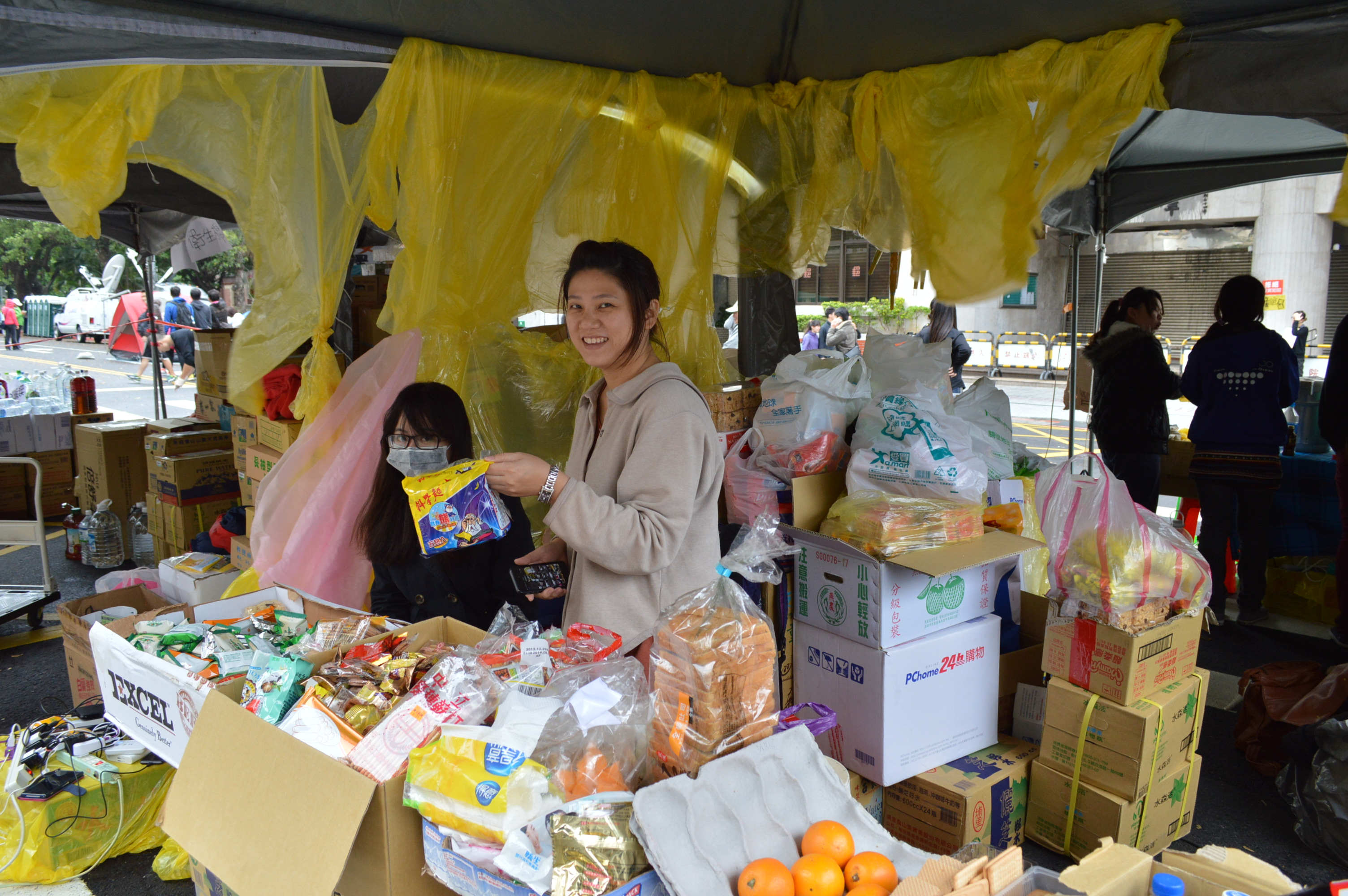
位於立法院場外的捐贈物品發放中心。

上午10時，負責整起抗議活動進行得黑色島國青年陣線除了募集物資外也開始邀請參與民眾攜帶向日葵前往現場，；對此黑色島國青年陣線表示向日葵代表這個活動是陽光的，但是並不會因此將此活動定名為「向日葵活動」或「太陽花活動」等。到了中午12時，一名自稱是臺北市立建國高級中學老師的男子在要求民眾撤離立法院時發生衝突，最後在旁邊學生勸阻下而使得衝突沒有進一步惡化。另外民主進步黨籍立法委員陳唐山準備進入立法院時因為遭到警衛阻攔，最後憤而從車道旁的鐵柵欄爬牆進入立法院院內。
臺灣上百所大專院校學生都陸陸續續透過網路動員而到場聲援，其中包括國立中正大學、南華大學、國立嘉義大學、大葉大學、國立中興大學、國立彰化師範大學、建國科技大學、國立中山大學、國立高雄大學以及國立屏東科技大學都在昨天晚上陸續有學生搭乘遊覽車北上支援。下午3時以後主辦單位則是召開了「街頭的民主教室行動」，課程則是全自由開放並且不收費。其中先是安排由林敏聰、范雲、陳明祺等20多名大學導師輪流講課，之後有43名來自國立清華大學、國立交通大學、國立臺灣大學、淡江大學、東吳大學、世新大學的教授共同連署參與這次「街頭的民主教室行動」。而國立東華大學校長吳茂昆則發表公開信提到：「身為東華大學校長，我非常佩服同學們能在求學之外，關切時事發展，勇於表達自己的立場。」而包括大支、陳明章等歌手也前往立法院聲援抗議學生。
不過駐守在立法院議場的醫師團則是表示目前議場內環境惡劣，並且批評在分別向立法院總務處與臺北市政府請求開設緊急通道以及提供救護車服務後皆遭到拒絕。之後立法院議事處則宣佈包含對於江宜樺質詢的院會宣告取消，而包括江宜樺與王金平其發布給媒體的採訪通知皆為「無公開行程」。而由於認為隔天即將召開院會而會促使得警方再度試圖攻堅，因此晚上6時9分總指揮清陳為廷便呼籲在場人士加強防備。到了晚間時黑色島國青年陣線則宣布隨著中南部地區的學生不斷聚集，前往立法院現場的抗議群眾已經超過15,000人，並且共計有85校學生到場聲援。而為了回應有關對於佔領立法院學生的負面報導，抗議學生製作了《＃反黑箱服貿/暴民的真相＃》並且上傳至YouTube，馬上獲得超過馬上獲得超過3,000名網友支持。

### 院際協調

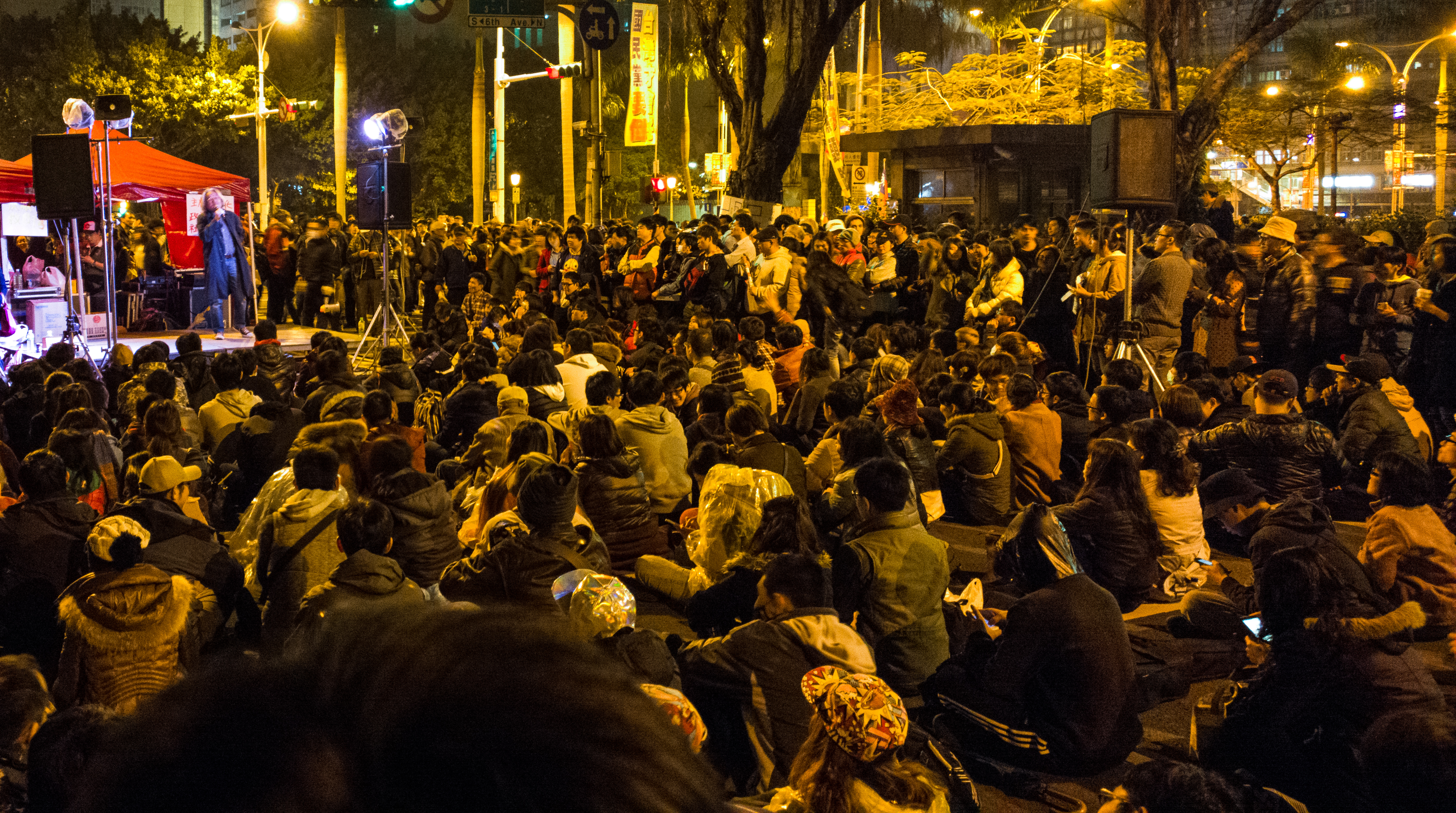
馮光遠在佔領立法院現場演講。

馬英九於晚間表示將要依照權責召集中華民國副總統吳敦義、立法院院院長王金平、行政院院長江宜樺等人進行院際協調會議。對此發言人李佳霏也表示馬英九肯定學生們對於公共議題的熱情並且認同學生們的出發點，但是也提到堅持法制是政府不能動搖的基本立場。立法院院長王金平也發表聲明表示朝野政黨已經聽到學生所提出的訴求，並且指出其有義務盡快讓國會恢復正常運作並對各界做出回應，而現在正透過各種途徑溝通協調。但是對於這些發言，抗議學生一方面表無法接受馬英九政府試圖以密室協商的方式回應學生的訴求，另一方面王金平不但仍然沒有與學生有所聯繫，並且認為其要求盡快恢復國會運作的說法已經是對於示威活動的威脅。其中學生總指揮林飛帆表示：「我們完全不能接受以密室協商的方式回應學生的訴求。」並且提到馬英九在3月21日前仍未回應學生訴求的話將會採取進一步的行動。
而到了晚上時，在立法院周遭路段再度有數百臺機車組成的飆車族隊伍行而引起騷動。而在當天晚上僅有14度且下雨的情況下，上百名負責發物資學生開始發送雨衣、暖暖包以及求生毯等物資給示威群眾。其中在議場側門停車場聚集的群眾也因為人數過多而開始佔到馬路上，同時學生開始在搭架的舞台上舉辦小型演唱會或者邀請民眾發表對於《海峽兩岸服務貿易協議》的看法。到了晚上11時，在民主進步黨與台灣團結聯盟動員的民眾多數已經離開後，立法院周邊人數仍然有28,000人駐守著。而凌晨時抗議學生發現有人提供一箱16罐的卡式瓦斯罐後將其交由民主進步黨籍立法委員保管，對此總指揮陳為廷提醒學生警戒並且加強對於議場各個出入口的管控。而自凌晨0時開始有12名青年陸續施放高空煙火，在抗議群眾和學生糾察隊的幫助下分別將男子交由警方處理。而在經過討論後，佔領議場的抗議學生整理出「不破壞現場公物」、「堅持非暴力抗爭」等共同守則，並且開始自發性清理垃圾並且清除塗鴉，甚至在立法院規劃出的專門抽菸區。

## 3月21日

### 會議延後

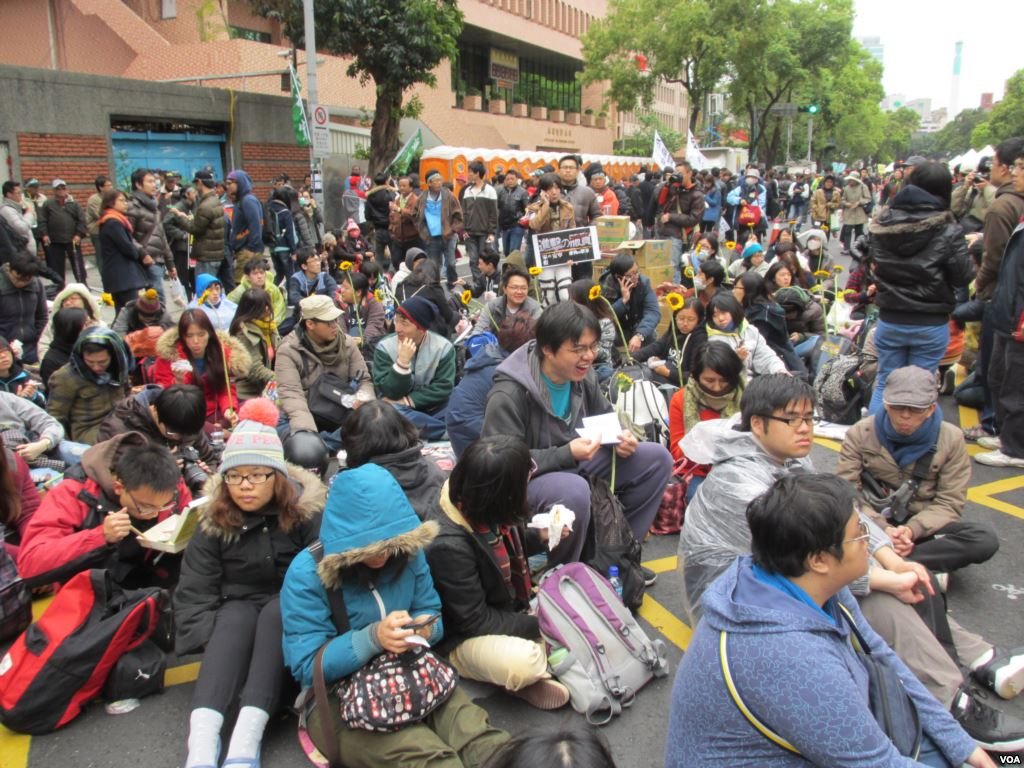
在立法院外持續抗議的學生。

當日一早，包括民主進步黨、台灣團結聯盟以及各地社會團體都集結至立法院表示抗議，而立法院院會則因為持續遭到學生和民眾佔領議場而無法召開亦未另尋場地議事。但是許多學生由於不希望將學生運動與政黨有所關連，因此開始轉向集中在青島東路側的立法院門口附近繼續抗議，而政黨和社會團體支持人士則是在中山南路和濟南路集結。而林飛帆於立法院議場上臺致詞時表示馬英九政府應該退回《海峽兩岸服務貿易協議》，重申在關心該議題的民眾不應該被視為暴民或者是敵人看待，因此希望政府能夠對於他們有善意回應。他同時也提到：「在台灣民主發生危機時，我們沒有缺席。」
而在當天上午施明德大女兒施蜜娜在經過議場內部學生的同意下，開始在立法院議場外牆上計畫噴寫「當獨裁成為事實，革命就是義務」字句。儘管一開始因為溝通不良導致噴上兩個字之後就被場外學生群起抗議而停止行為，但是在經過說明並且噴漆完成後則獲得學生的歡呼，而活動單位也表示之後不會再噴任何東西。現場國立台灣藝術大學學生也利用現場廢棄紙箱製作出紙板向日葵作為象徵，而洪仲丘的舅舅胡世和也到現場發表意見。抗議學生也在上午10時先是開始整理議場內部的環境，並且於上午11時召開「國會審議活動」審查《海峽兩岸服務貿易協議》的相關程序問題，並且以公民論壇的方式檢視協議相關內容以及針對自由貿易進行討論。另外一方面儘管江宜樺在上午11時12分抵達中華民國總統府參與由馬英九召集的院際協商會議，但是在王金平並未現身的情況下開始傳出確定不出席的傳聞。
之後中華民國總統府表示將延後院際會議的召開，並且將等待朝野黨團獲得《海峽兩岸服務貿易協議》的處理共識後再重新開會討論。其中王金平則是向馬英九表示這次事件是因為朝野黨團對於議案審查程序的爭議而引起，因此認為並非符合《中華民國憲法》第44條的院際爭議處理之規定，並且表示立法院正在尋求各個黨團的意見以獲得解決問題的共識。之後王金平發表公開聲明並且呼籲擔任中國國民黨主席的馬英九能夠觀察民意以及促進朝野共識，盡早解決爭議來讓立法院恢復秩序。而馬英九在多次電話向王金平邀請但沒有使後者改變態度後，表示同意王金平的看法並且決定將會議延後辦理。中午江宜樺也臨時召集行政院相關部會首長討論《海峽兩岸服務貿易協議》的爭議，會議中中重申尊重國會自主並且絕不動用武力傷害學生。不過內政部警政署也指派100多名內政部警政署刑事警察局偵查大隊的外勤成員，穿著便衣以及攜帶蒐證器材前往立法院，甚至企圖潛入立法院議場內進行蒐證工作。

### 擴大抗爭

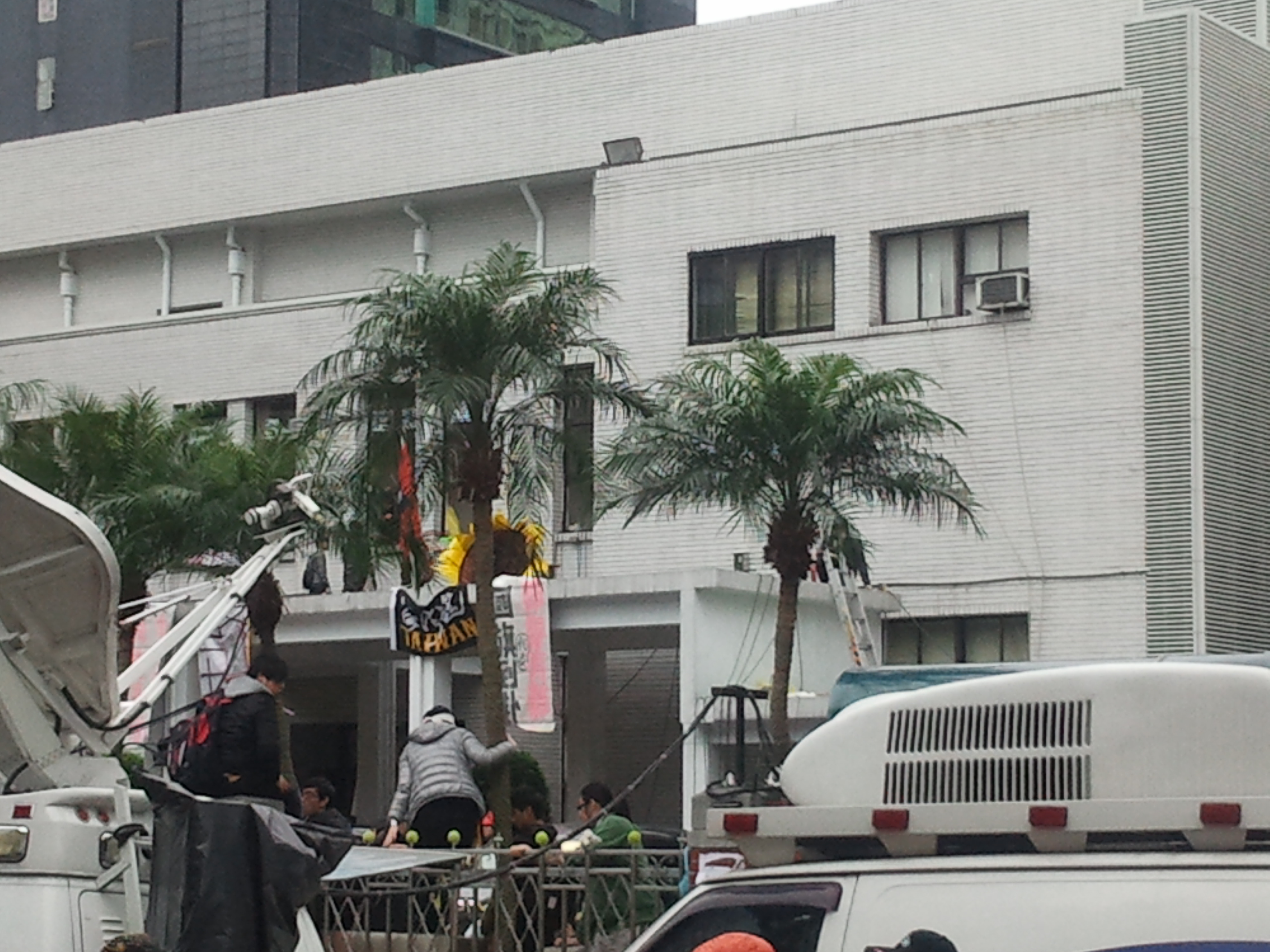
攀爬鐵梯進入議場的學生。

由於馬英九政府遲遲沒有給予抗議學生善意回應，抗議團體開始在議場內部進行小組討論並且關心院際會議的狀況。在下午1時，學生團體發言人黃郁芬表示將會繼續留在議場等待馬英九給予回應，並且希望王金平能夠正面回應學生所提出來的訴求；另一名發言人江昺崙則表示外界不應該持續聚焦馬王關係而模糊了焦點，並且表示最近學生發現許多人嘗試攜帶危險物品進入議場內。而由於擔心馬英九不回應的作法可能會發生衝突，警方在下午2時於立法院附近的內政部警政署架設刀片蛇籠，並且部署大量警力嚴加戒備。不過由於部分警察攜帶盾牌進入議場走廊而引起抗議民眾一陣緊張，之後數名民主進步黨籍立法委員也因為和警方意見衝突而在議場大門外短暫僵持，最後在警察同意卸除盾牌的要求後才獲得同意得以進入議場執行勤務。
而在當天下午，台灣警察勞動權益平等協會、中華民國警察警聲會和臺灣犯罪被害人人權服務協會由於認為馬英九將濫權並且下令於今日晚間強制驅離抗議學生與民眾，因此由臺灣臺北地方法院檢察署檢察官劉承武、中華民國警察警聲會會長陳明怡、臺灣犯罪被害人人權服務協會理事長趙惟漢聯名向馬英九和內政部警政署署長王卓鈞提出刑事告訴。而由52所國立大學組成的中華民國國立大學校院協會也在下午時發布聯合聲明，表示關心所有參與反對《海峽兩岸服務貿易協議》以及佔領立法會行動的學生，並且希望政府或者立法院能夠盡快和學生展開對話以解決僵局。而在下午時，包括中國國民黨秘書長曾永權、中國國民黨政策委員會執行長林鴻池、台灣團結聯盟黨團總召賴政昌等人陸續前往王金平官邸展開初步協商。
到了晚上6時10分時，學生發言人林飛帆召開記者會並且公布下一波抗爭策略。其中林飛帆批評英九已經喪失統治正當性，並呼籲更多民眾上街以及在3月22日至3月23日兩天擴大包圍立法院四周。同時他也表示如果執政黨未能夠在午夜給予回應的話，將號召各個社會團體以靜坐的方式包圍臺灣各地的中國國民黨黨部。林飛帆也指出包括國立臺灣大學醫學院附設醫院和三軍總醫院都接獲指示啟動大量傷患救援機制，因此對於馬英九政府可能採取暴力手段感到遺憾。而對於包圍中國國民黨各地方黨部的要求林鴻池表示尊重抗議團體，但是強調民主社會最重要的是法治基礎並且提到個人必須自行負法律責任。到了晚間立法院議場內開始有臺灣原住民的學生帶大家一起唱原住民歌曲，並起登上主席臺發表想法以及看法。但由於警方驅離動作頻傳使得學運指揮中心開始擬定多項戰略，包括持續演練警方驅離的不合作措施以及準備毛巾和蛙鏡來防範催淚彈攻擊等，並且示威學生還透過Facebook與批踢踢來召集群眾加入。

### 部分衝突

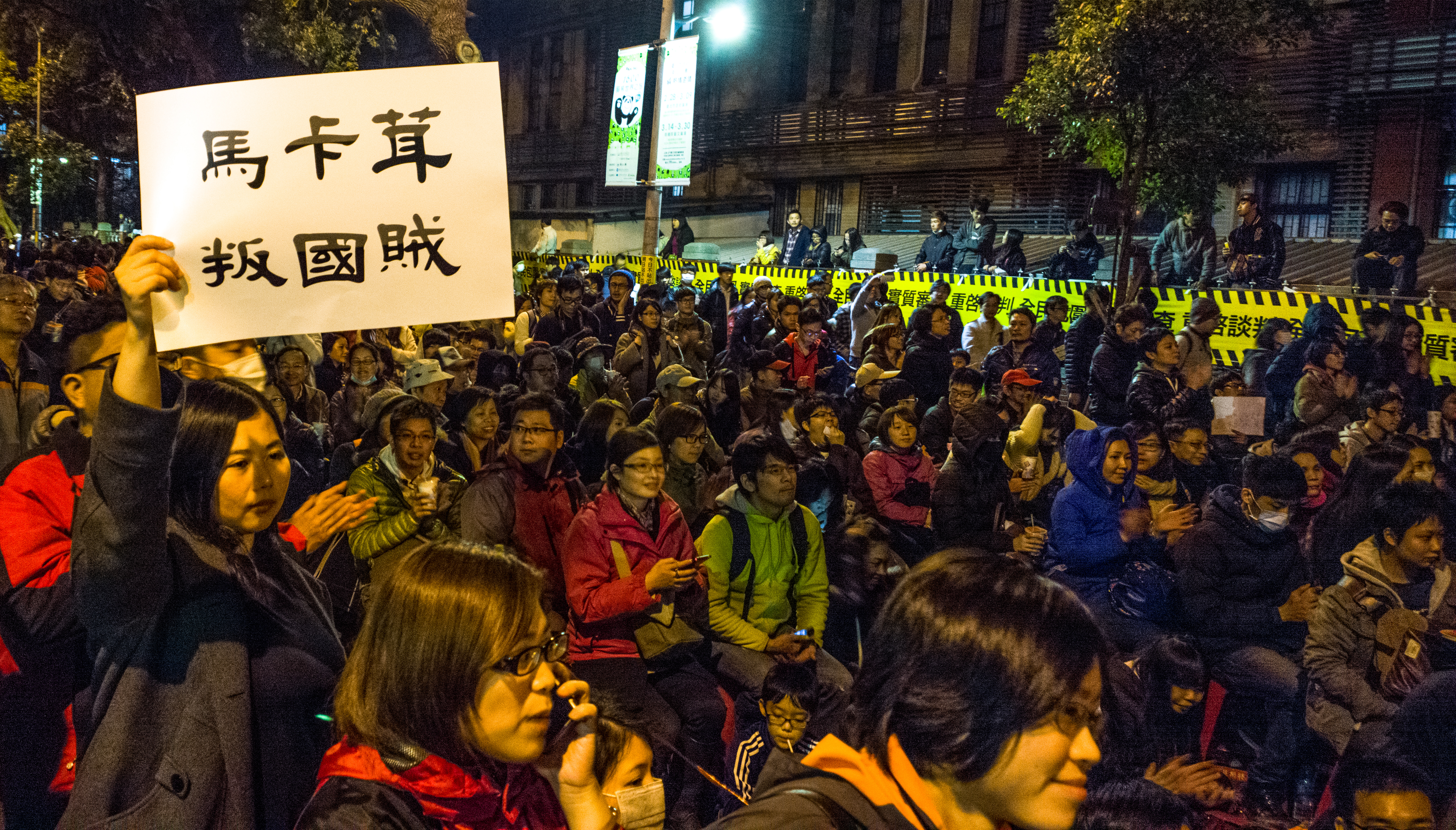
手持抗議牌子的示威群眾。

晚上8時臺北市政府警察局開始加派警力前往臺北市各處的中國國民黨黨部戒備，而中國國民黨臨時黨團大會在晚間也表示已經達成三項決議，包括在議場淨空前將不會參與開會、《海峽兩岸服務貿易協議》於院會逐條審查表決以及否認下周排案審查《海峽兩岸服務貿易協議》的有效性。但與此同時原本在高雄市駁二藝術特區集會的群眾開始包圍附近的中國國民黨高雄市黨部，並且在晚間10點靜坐抗議的民眾便增加至約300人，之後人潮越聚越多，對此高雄市政府警察局也開始擴大交通管制措施。而晚間10時，律師尤伯祥則是跟立法院議場抗議的學生表示關於警方強制驅離的對策，除了表示即便要撤離議場也要繼續保持理性和非暴力處理的態度，並且提醒現場學生應拍照錄影以保全自身。
到了晚間11時，議場內部的學生主動將睡袋提供給在較為寒冷地方留守的立法院外圍民眾，議場內的群眾則是改以雨衣禦寒。而之後出現一名年約50多歲、全身淋滿汽油的男子揚言要丟擲汽油彈並且自焚，在抗議學生報案後警察與消防隊員成功制服該名男子，並且由現場警方帶回轄區派出所偵辦。而在凌晨1時，有3名未成年的青少年男子在林森南路與濟南路口砸毀一部警用機車，之後以西瓜刀砍傷要制止的學生纠察志工。最後造成該名學生左手小拇指受傷送醫，而警方則逮捕2名來不及逃走的嫌犯。而逃跑的男子在隔天下午時到警察局投案，在問訊後警方於晚上7時將3人依毀損公物、重傷害罪以及《少年事件處理法》移送法辦。而在凌晨3時，警方開始在位於臺北市的中國國民黨中央黨部附近架設拒馬，但也陸陸續續有少數學生前往黨部附近靜坐抗議。

## 3月22日

### 各地衝突

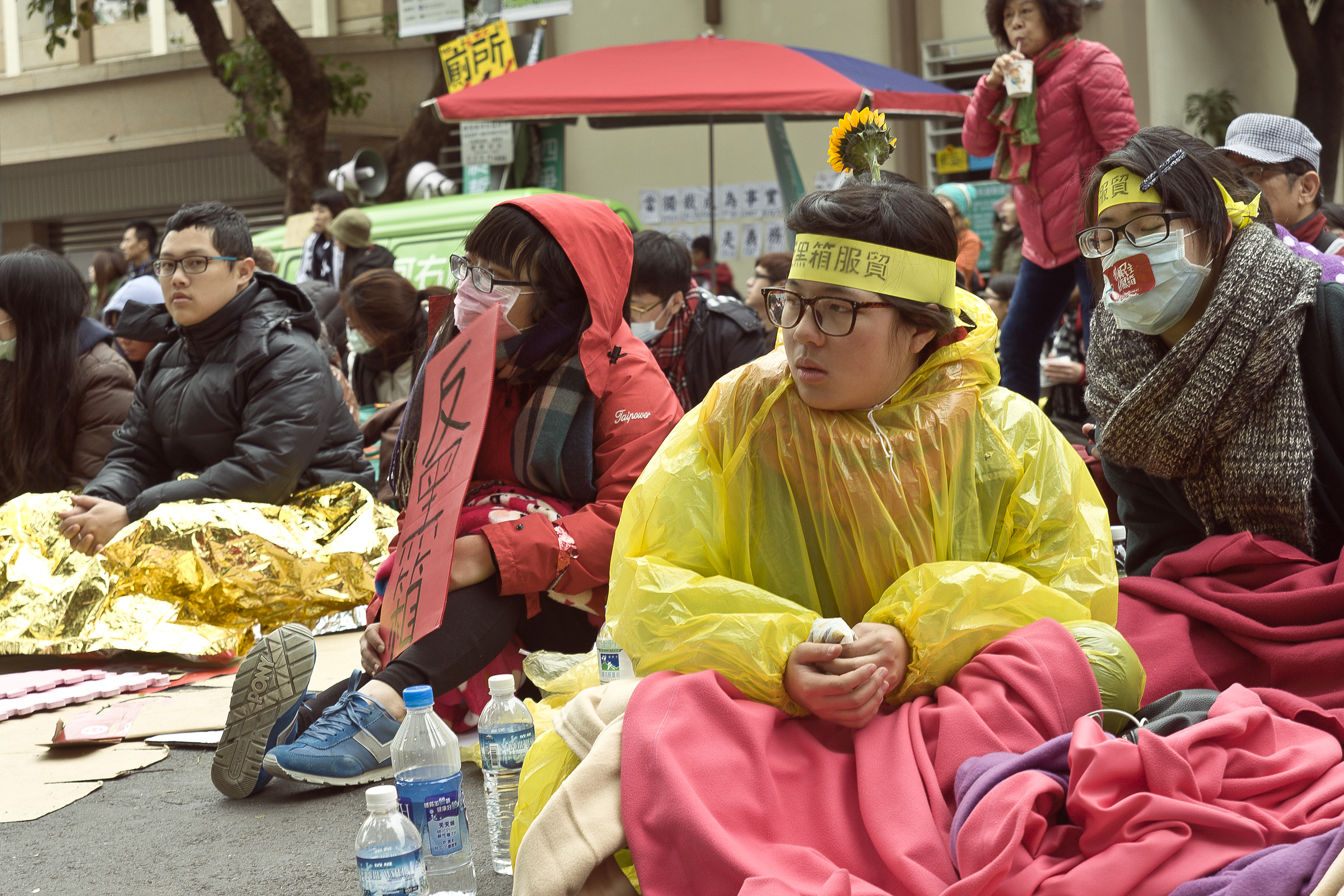
靜坐中的大學學生。

中華民國總統府上午表示馬英九一向很願意與各種公民團體對話，也支持以和平理性方式進行交流，但是不會接受學生藉由佔領立法院議場的方式所提出來的對話要求。但是儘管馬英九原本在上午安排前往臺南市永康區拜訪友人，並且臺南市政府警察局的維安層級也從原先的500名警力護送增加至所有員警取消休假；但是在臺南市政府發布新聞稿要求馬英九不要迴避學生聲音，以及中國國民黨臺南市黨部在昨天晚上已經出現靜坐狀況，最後整個行程宣佈取消。另外一方面由於中華民國總統府以及行政院都同意不會驅離學生，這使得原先在臺北集結的2,500名警力減少至2,000人。其中內政部警政署除了通報各縣市警察局恢復正常輪休，並且下令撤回從臺灣各地北上的支援警力，僅保留機動保安警察和北部地區各警察局所屬警力仍留守臺北戒備。
而自前天發起的「街頭的民主教室行動」則於10時開始進行，其中除了邀請東吳大學、國立臺灣大學、中央研究院的學者上臺演講外，主辦單位還邀請了香港理工大學教授鄭松泰講述「香港經驗：媒體與言論自由」專題。不過在立法院濟南路現場出現一名掛著顯示「支持服貿」平板電腦的男子獨自發放支持《海峽兩岸服務貿易協議》的傳單，除了引起附近群眾注目外也不時遭到部分民眾謾罵。
另外針對林飛帆發起包圍中國國民黨黨部的行動，首先呼應而在中國國民黨高雄市黨部前靜坐的高雄市示威群眾則是持續不斷聚集，並且因為人數未減少使得高雄市政府警察局開始擴大交通管制範圍並且封閉1個車道。另外一方面，包括臺北市、基隆市、桃園縣、新竹市、新竹縣、宜蘭縣、花蓮縣、臺東縣等地都有或多或少的學生與民眾參與反對《海峽兩岸服務貿易協議》的中國國民黨黨部靜坐活動。而到了中午12時，因為天氣好轉使得許多民眾陸陸續續參與抗議行動。其中根據警方的估計現場約有6,000人，但是學生團體則是聲稱人數已經達到10,000人。

### 江宜樺探視

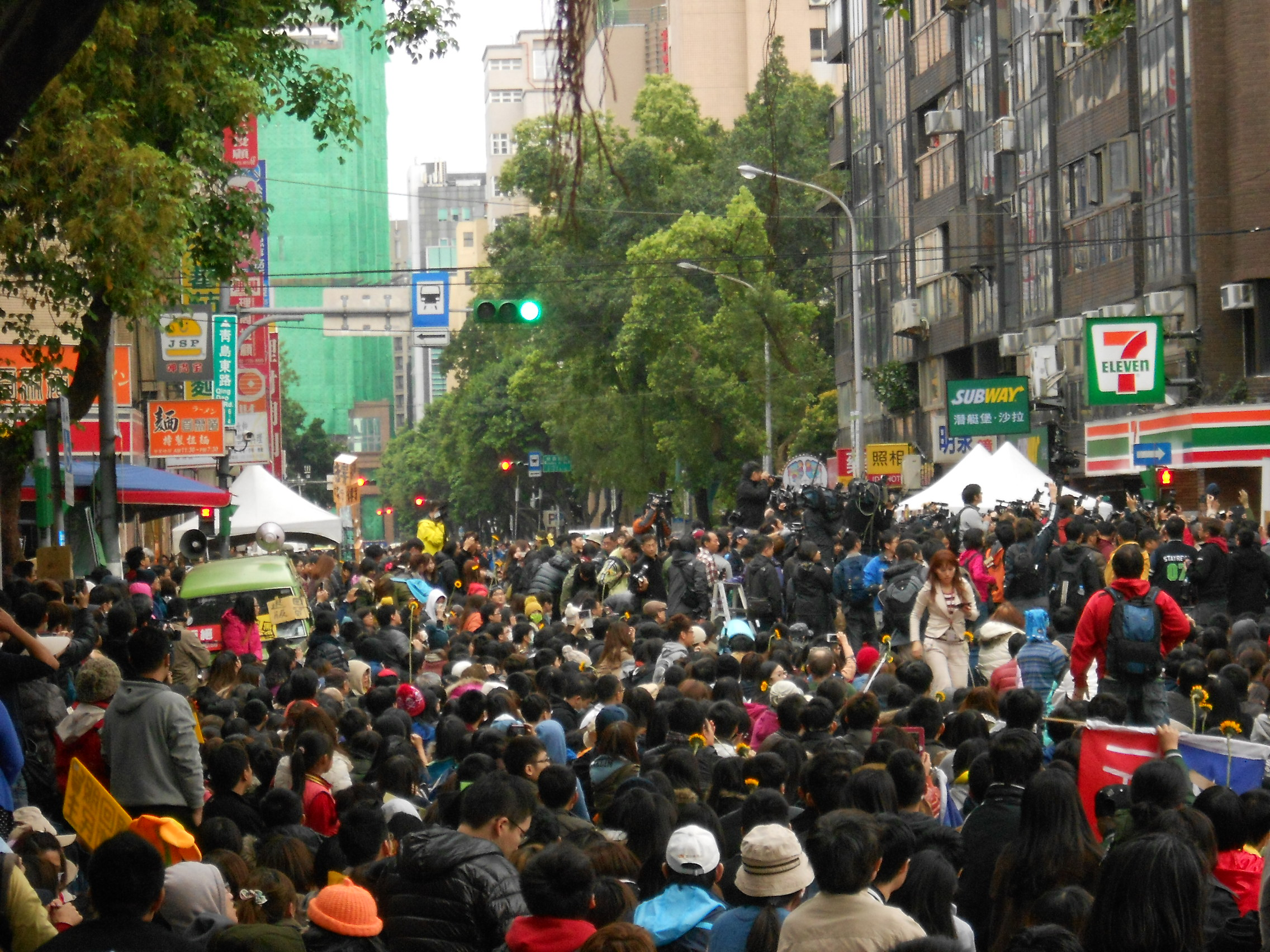
於青島東路等待江宜樺到來的抗議群眾。

到了下午時行政院院長江宜樺表示將會到立法院外的青島東路上探視抗議學生，這使得現場人數增加至12,000人左右。但是其也表示由於認定佔領立法院的行動涉嫌違法使得江宜樺不會進入議場內部，這使得議場內部的抗議學生在得知消息後開始聚集商討對策。之後作為發起學生之一的陳為廷表示學生團體改主動在議場外面進行會談以表達訴求，並且將會派出總指揮林飛帆以及發言人黃郁芬擔任學生代表。而下午3時學生代表林飛帆走出議場後表示如果無法承諾退回《海峽兩岸服務貿易協議》以及通過兩岸協議監督條例的話雙方就不必對談，並且提到現在大家關注的是馬英九政府統治喪失正當性的問題。
之後江宜樺在會談上林飛帆要求江宜樺先承諾退回《海峽兩岸服務貿易協議》以及制定《兩岸協議監督條例》，對此江宜樺則先表示這次事件出現警方會使用催淚彈、《海峽兩岸服務貿易協議》通過將會造許多失業問題等謠言。聽到回應的林飛帆打斷江宜樺並且要求直接回應問題，對此江宜樺則表示行政院為了貿易發展自由化而沒有退回《海峽兩岸服務貿易協議》的計畫，但是也希望能夠在立法院獲得實質審查。同時江宜樺也表示行政院正在規劃四階段的監督作法，並且獲得立法院院長王金平的支持。在會談經過20分鐘後，因為雙方遲遲沒有共識使得抗議學生以掌聲請回江宜樺一行人並且呼籲馬英九做出回應。而在雙方溝通過程中，學生方面多次打學生方面多次打斷江宜樺的發言以增強自身的訴求。
隨後江宜樺召開記者會表示自己在馬英九鼓勵下決定前往立法院外和抗議學生溝通，但提到只有不預設前提的情況下雙方才能夠進行理想對話。同時江宜樺表示年輕人關心國家事情是件好事，但是批評沒有一個人可以代表全部國民、並且對於學生佔領議場的行為無法認同。之後其強調立法院在被佔領的5天内已經造成相當多議案受到影響，因此呼籲抗議學生應該盡快離開議場。另外一方面，馬英九則在出席生命線協會年會時針對學生佔領立法院問題僅表示「謝謝大家關心，我們會努力」，而新北市市長朱立倫表示則表示認為立法院學生們的目標都是建立更為民主的社會而值得受到肯定。

### 繼續抗爭
學生總指揮陳為廷表示對於江宜樺無法承諾學生的兩點訴求感到失望，並且表示堅持要求退回《海峽兩岸服務貿易協議》直到馬英九願意正面回應為止。而受到江宜樺拒絕學生提出的訴求影響，到了晚間10時聚集的民眾人數也增加至25,000人。而發言人黃郁芬則表示原來號召包圍各地中國國民黨黨部的行動繼續進行，接下來也不排除展開其他行動。對於學生要求馬英九出面說明的訴求，當天傍晚包括馬英九、吳敦義和江宜樺等人在中華民國總統官邸召開高層會議討論未來因應對策，會議中決定府院將不會退回《海峽兩岸服務貿易協議》並且認為兩岸協議監督條例不宜立法。而在晚上9時30分，外交部國際傳播司開始向駐臺灣的外國媒體表示將於明天10時召開中外記者會，之後也接續通知了國內的新聞媒體。之後中華民國總統府也正式公布馬英九將在明天上午召開中外記者會，藉此來回應社會大眾對於《海峽兩岸服務貿易協議》的質疑與意見，但也重申對於抗議學生佔領議場來要求對話的方式並不會接受。
而黑色島國青年陣線與公民1985行動聯盟則在深夜發表聲明稿，否認雙方在合作上有所矛盾之處並且表示部分爭議言論也未經證實與公民1985行動聯盟有所關聯。而在隔天凌晨1時27分時，由臺灣留學生於3月18日在美國白宮網站的我們人民發起的「反對兩岸簽署服貿協議的請願案」活動其聯署人數已超過門檻要求的10萬人，這意味著美國白宮有可能因此回應臺灣關於反對《海峽兩岸服務貿易協議》的問題。而在凌晨3時左右，一位靜坐民眾在立法院院區內靠近青島東路口側癲癇發作，10多名議場醫護人員在獲知消息後衝出救援。但是之後因為電子媒體的拍攝舉動一度引發抗議群眾的不滿，之後在衝突為更加擴大的情況下組織醫療通道並且將病患送醫治療。

## 3月23日

### 中外記者會

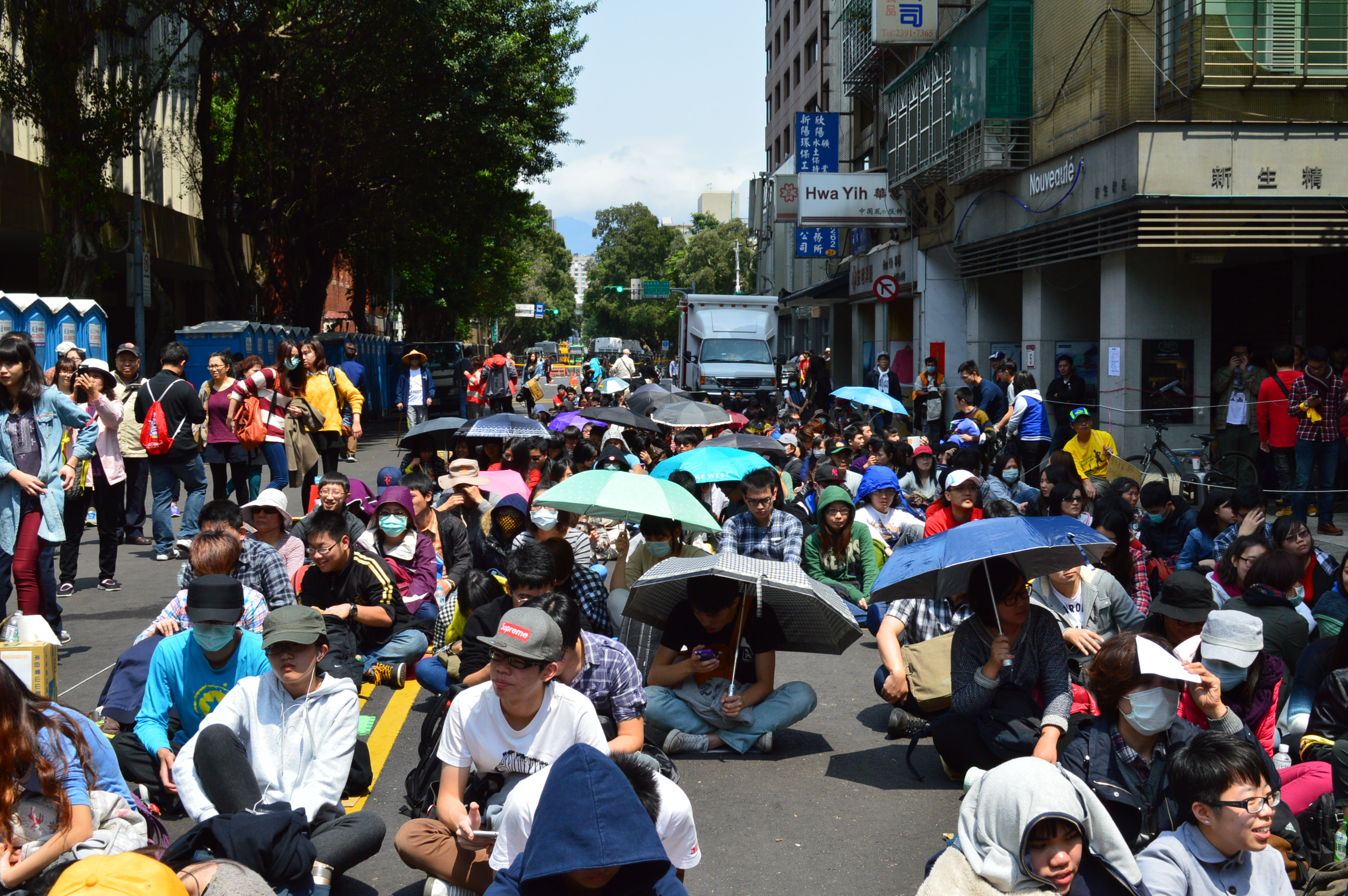
在陽光下靜坐的抗議群眾。

早上5時活動總指揮林飛帆便和其他幹部商討後續策略，並且不排除發動罷工與罷課行動以表達訴求。到了早上7時，立法院議場內有醫療站的人員暫時昏厥，而在送醫過程中抗議學生與新聞媒體再度爆發衝突，10多名學生甚至舉手試圖阻擋記者拍攝。到了早上10時，馬英九在首次中外記者會再次強調簽訂《海峽兩岸服務貿易協議》的好處並且堅持必須通過，表示有關《海峽兩岸服務貿易協議》存查的爭議交由立法院院會處理；同時也指責學生以違法的方式佔領議場的方式已經對於五院運作造成嚴重影響，並且質疑說「就是我們要的民主嗎？」。原本府方只安排在演講後同意3位記者提問，結果經新聞媒體於現場抗議後允許增加3項問題。
在馬英九演講的同一時間，立法院議場的學生則靜坐並且透過廣播系統聆聽發言，而在場也有10名台灣基督長老教會牧師陪同靜坐。之後陳為廷則批評馬英九仍然無法理解學生的訴求，並且決定在經過討論後將於下午1時召開記者會。而中華民國經濟部緊接著在11時召開「戳破反服貿人士5大謊言」記者會，其中經濟部次長杜紫軍批評國立臺灣大學經濟系教授鄭秀玲有關《海峽兩岸服務貿易協議》的言論，而負責主持的中華民國經濟部部長張家祝也表示專家學者透過網際網路散布不實資訊是「誤國、真正的害台灣」。之後抗議學生與其他非政府團體共同提出召開公民憲政會議、在雙方交流法制化前退回《海峽兩岸服務貿易協議》、兩岸協議監督盡速法制化、呼籲朝野立委回應民間等訴求，並且表示之後不排除任何形式的抗爭。另外在中午時醫療志工團則公開表示其人員會為立法院在場所有人服務，而不會區分某些政黨或者是團體。
下午4時，數十名學生在被拒絕進入議場後開始批評抗爭行動太過溫和，之後在立法院青島東路側門嘗試進入議場。隨後群眾遭到警方的攔阻並且發生推擠衝突，而門口糾察隊也加入並且試圖維持秩序。之後學生代表林飛帆與陳為廷則出面要求團結，並且向激進派表示：「你們可以規畫一場行動，若攻進總統府，我給你掌聲，並加入你們。」而學生代表則預計在晚間7時40分，要針對全國性罷工與罷課事宜進行說明。

### 佔領行政院

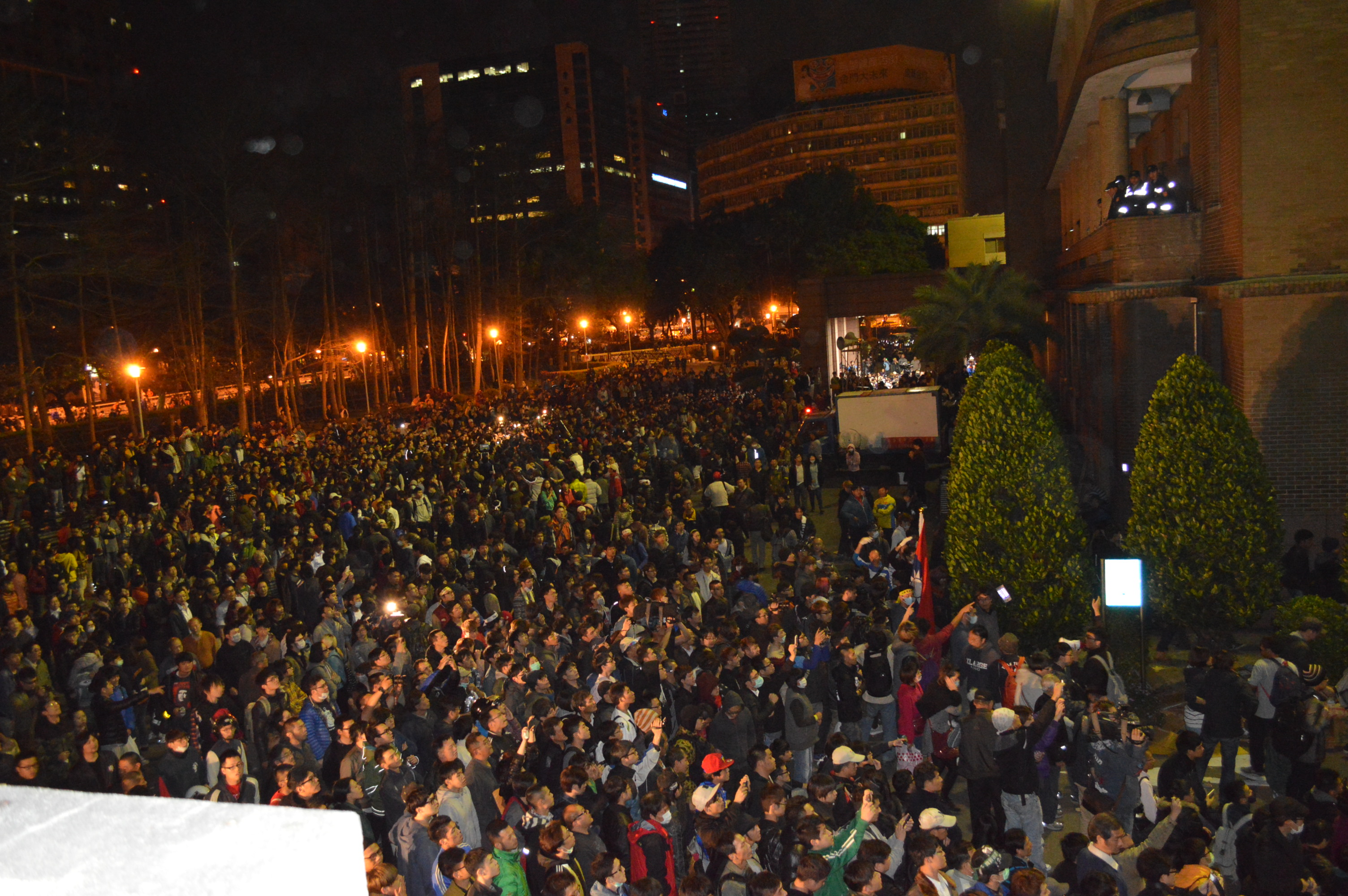
凌晨時聚集在行政院院區的抗議群眾。

到了晚上7時35分時200多名激進派學運成員攻佔行政院，之後由於許多原本在立法院的抗議人士轉往行政院而使得參與人數增加至1,000人左右。最早至少有4名至5名學生運動人士在攀爬拒馬過程中受傷，其餘群眾則與40多名駐守行政院警察發生激烈推擠，到了晚上8時宣告佔領行政院成功。之後黑色島國青年陣線在Facebook上代為發表佔領行政院的聲明，內容要求馬英九與江宜樺必須對於破壞憲政體制負責、退回《海峽兩岸服務貿易協議》以及在《兩岸協議監督條例》立法前不得與中國政府協商或簽署任何協議。之後有上百名群眾進入行政院辦公室，對此陳為廷和林飛帆則表示這是由於馬英九政府長期對於抗議行動未有回應所帶來的結果，但是也強調這次事件希望不要造成人員、民眾以及警員的傷亡。
晚間9時，行政院主建築物大門被爬進建築內的民眾從內部打開，這使得更多群眾湧入行政院院內並與警方發生多波衝突。而行政院院長江宜樺在與馬英九通話後要求警方實施強制驅離，之後包括江宜樺以及中華民國總統府發言人李佳霏都發表聲明表示將會對於佔領行政院之抗議民眾依法處理。內政部警政署也緊急調派各地鎮暴警察前往支援，並且表示抗議群眾的行為已經涉嫌妨礙公務等罪刑。之後警方先是集結1,500名警力進駐行政院並且將闖入行政院大樓的學生驅離，不過此時仍然有1,000多名學生佔領行政院廣場，而在行政院正門以及周邊地區也集結了6,000多名群眾。

### 進行驅離
到了凌晨0時，鎮暴警察在第一波驅離行動中強制驅離行政院後門和北平東路上約600名抗議群眾，之後以現行犯的名義逮捕了佔領行政院院內的抗議群眾。在這之中，國立清華大學研究生魏揚因為在Facebook上發言提到：「抱歉，我知道這樣動員很不負責……之所以佔領行政院，除爲立法院夥伴舒減壓力，更是讓馬政府看見人民的決心！」而使得警方將其視為佔領行政運行動的總指揮。凌晨0時30分警方發動第二波強制驅離，在以擴音器要求抗議群眾離開後開始強行拉開躺在北平東路地上試圖反抗的300多名抗議學生。而在1時45分時鎮暴警察在天津街和北平東路發起第三波驅離行動，並且在30分鐘內將佔領行政院中庭的200多名學生架離。到了2時55分進行的第四波驅離行動則是將行政院廣場上靜坐的學生逐一抬走，在這過程中雙方隨即爆發激烈的肢體衝突。
而雖然陸陸續續有被驅離的抗議民眾返回行政院並且打算再度突襲行政院，但之後被警方柔性勸離現場。到了4時5分時警方在第五波驅離行動中開始清除在行政院正門靜坐的抗議學生，並且駕駛鎮暴水車在附近待命。到了4時26分時警方決定透過鎮暴水車的高壓水柱協助下，強制驅離在行政院正門和側門附近仍然堅持不願離去的抗議群眾。到了5時10分，警方順利將佔領行政院院區的抗議群眾完全驅離。不過由於群眾仍然聚集在行政院東大門和西大門外與警方對峙，並且陸陸續續前往周遭的中山北路聚集。因此在早上6時35分時，鎮暴警察三度出動鎮暴水車並且藉由噴灑水柱的方式驅趕附近的抗議民眾。

## 3月24日

### 後續反應
到了早上仍然陸陸續續有民眾聚集在中山北路和忠孝東路路口，而警方則是組織了3層封鎖線並且嘗試將附近民眾驅離。在過程中有不滿的民眾遠處向警員丟擲物品並且雙方也數次發生推擠衝突，之後抗議群眾以及學生則陸陸續續返回立法院周遭聚集，而根據臺北市政府警察局的統計在這次雙方衝突中共造成110人受傷。在上午時行政院工作人員開始進行財務損失的統整，其中包括多間辦公室設備遭到破壞以及部分員工個人財務遭到偷竊，不過行政院院長辦公室則是由於佔領期間警方隨即調度人力駐守而沒有遭到闖入。
而行政院院長江宜樺在和中華民國總統馬英九以及中華民國副總統吳敦義會商後，便計畫上午11時針對行政院遭到佔領事件召開中外記者會。不過在準備過程中一度由於新聞中心大門而使得行政院人員以為尚有抗議民眾於房間內抵抗而引起緊張，之後則由於警方要蒐集相關資料而使得國際記者會移置他處進行。在記者會上江宜樺指出學生自行攜帶棉被和油壓剪等設備已經顯示出學生事前有所策畫，並且對於學生運動變質以及失控感到痛心。江宜樺在記者會上還表示如果不動用公權力的話將「愧對國人」，而他本人願意在中立媒體協助下透過辯論的方式與在野黨政治領導人溝通、以及與抗議學生逐一討論《海峽兩岸服務貿易協議》的內容。同時江宜樺也否認部分媒體將警方保護行政院的行為說成血腥鎮壓的指控，並且批評說：「這是高度扭曲事實。」

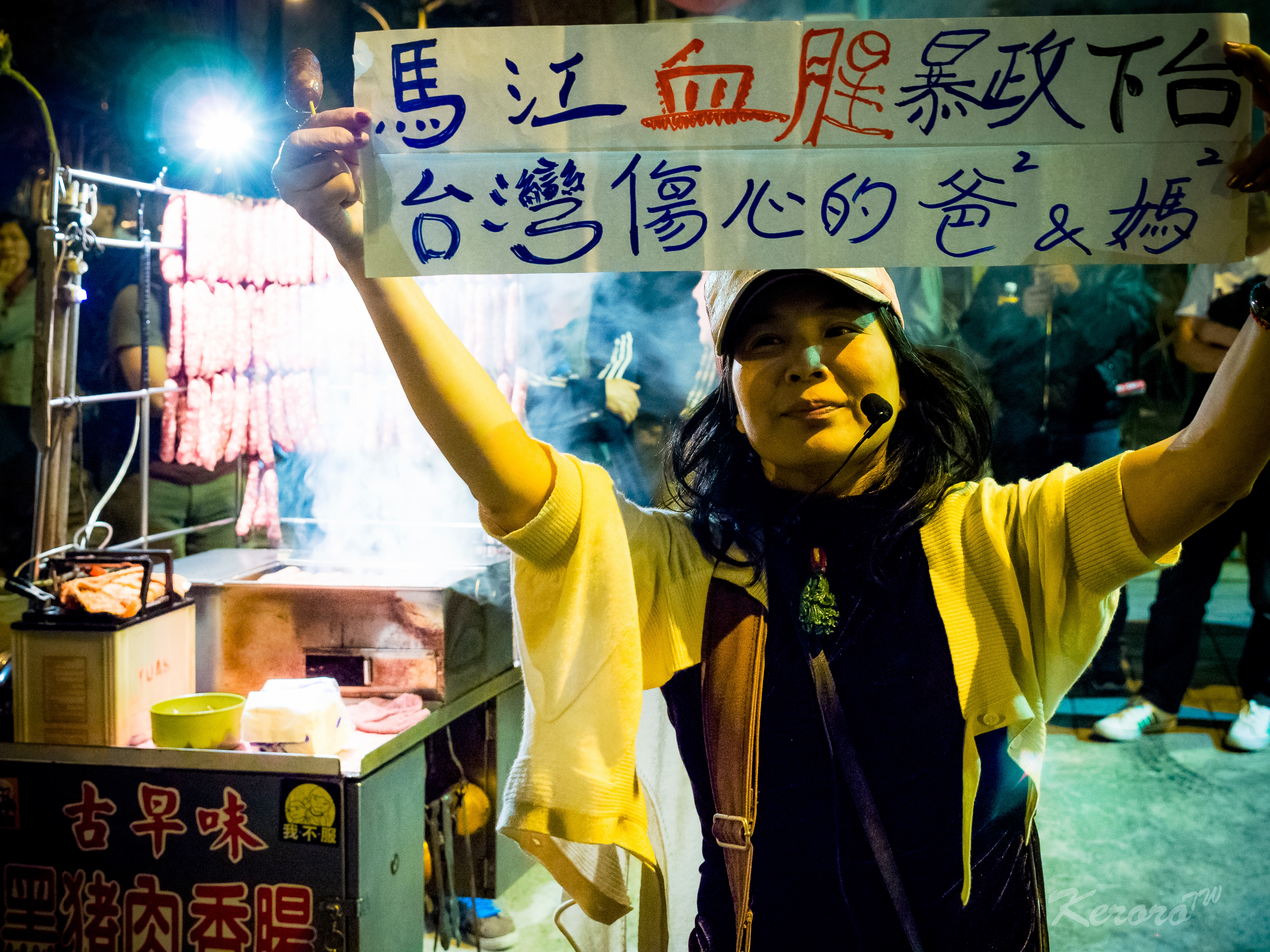
傷心媽媽於鎮壓後呼籲馬江血腥暴政下台

### 朝野協商
下午3時，立法院院長王金平召集中國國民黨、民主進步黨、台灣團結聯盟以及親民黨立法委員進行首次朝野黨團協商。其中民主進步黨黨團總召柯建銘批評馬英九必須對於此事負責，並且表示《海峽兩岸服務貿易協議》應該退回委員會重新進行實質審查；但是中國國民黨籍政策會執行長林鴻池則是批評學生繼續佔領議場已經干擾法案制定，並且要求王金平主持並且在立法院院會逐條審查《海峽兩岸服務貿易協議》。在經過2個小時的討論後，由於朝野黨團遲遲無法獲得共識使得朝野協商宣布結束。不過朝野政黨代表在了解彼此立場與意見後都同意回進行研究，而王金平則承諾將會在適當時機再度召集朝野協商會議。
到了下午4時，學生總指揮陳為廷召開記者會進行回應，其中陳為廷批評政府用武力鎮壓的方式驅離民眾來達到「殺雞儆猴」的目的；並且他也提到江宜樺將抗議群眾形容成是暴民，但是卻為了迴避政治責任而未提到鎮暴警察用棍棒和盾牌攻擊造成民眾送醫等狀況。而在記者會上另一名學生代表林飛帆則批評江宜樺也不適合擔任行政院院長的職務，並且提到：「暴力鎮壓學生，將會寫在你的墓碑上，將會是你的歷史定位！」

### 集資廣告
而在下午時，臺灣臺北地方法院檢察署檢察官劉承武和中華民國警察警聲會、臺灣犯罪被害人人權服務協會等團體則公開呼籲抗議學生應該從立法院撤出，並且表示應該前往中正紀念堂前的自由廣場陳情才能夠符合比例原則。而自下午開始，11名批踢踢網友也發起分階段花費150萬元購買《蘋果日報》和《自由時報》廣告、花費460多萬元購買《紐約時報》國際版廣告的「合購頭版廣告」集資行動，其中廣告以「他們，為什麼在這裡？」為題表達反對黑箱處理《海峽兩岸服務貿易協議》的立場，並且提到「地上雖染上了血液，但我們都還沒準備對更好的未來放棄」。
之後僅僅在開放集資後35分鐘就募得第一階段的150萬元，而到了第3個小時便有3,495名網友參與並且集資超過670萬元。不過由於負責承辦的flyingV並沒有事前提報審核就逕行進行集資工作，這使得財團法人中華民國證券櫃檯買賣中心之後依照《創意集資資訊揭露專區使用管理辦法》的規定罰款50,000元。而到了晚上12時，原本被視佔領行政院總指揮的魏揚則被臺灣臺北地方法院以檢方指控其涉及聚眾妨害公務等5項罪名皆無積極事證，而裁定無保請回。

## 3月25日

### 釋出善意
早上7時，一些抗議群眾由於不滿部分新聞媒體的報導，開始將現場播報新聞的SNG車表面貼滿抗議貼紙表達不滿，甚至有人揚言若不撤走將會燒車而引起警方關切。上午10時，針對立法院院長王金平主持的朝野協商會議沒有獲得共識，林飛帆表示學生最重要的訴求是當前沒有法律能作為《海峽兩岸服務貿易協議》審查的依據，因此有必要訂立《兩岸協議監督條例》以解決問題。而對於江宜樺表示雙方應該在沒有預設前提下進行對話，林飛帆則表示雖然抗議學生沒有排除任何對話的管道，但是包括馬英九和王金平都沒有與其對談的打算。而對於外界質疑林飛帆、陳為廷、魏揚和黃郁芬等學生都曾經參與前民主進步黨主席蔡英文的競選團隊，林飛帆接受媒體採訪時提到這股傳言只是造謠以抹黑學生運動，並且表示：「現在是年輕人在占領國會，我們並沒有接受誰的領導。」
在下午2時，中華民國總統府發言人李佳霏表示馬英九同意在不預設任何前提的情況下，邀請學生代表前往中華民國總統府並且就《海峽兩岸服務貿易協議》議題進行討論。其中她表示在立法院院長王金平正在嘗試透過朝野協商處理僵局的同時，中華民國總統府希望能夠藉此方式協助國會恢復正常運作。隨後抗議學學生也在下午3時召開記者會，行動總指揮林飛帆表示歡迎在不預設前提的情況下公開會面，並且表示希望能夠就《兩岸協議監督條例》法制化的必要性以及是否應該優先制定協議監督體制進行討論；而同樣是行動總指揮的陳為廷則提到應該要先為監督機制加以法制化，並且認為雙方會面時間與形式必須先取得共識，同時也希望納入公民團體以及其他參與抗爭的民眾。

### 二度協商
下午立法院院長王金平第二度主持朝野協商會議上，雙方仍然因為要求沒有交集而無法獲得共識。其中中國國民黨立法院黨團還在會議上向王金平提出由其主持院會、議場立刻淨空以及判定當週內政委員會以及聯席委員會無效的要求，這使得王金平隨即怒斥林鴻池表示：「什麼都要我去處理，這樣對嗎？」對此到了晚間10時陳為廷則召開了記者會，表示抗議學生認為從朝野協商失敗可以看出同時身兼中國國民黨主席的馬英九仍然透過黨紀控制中國國民黨黨團，進而使得學生提出的兩岸協議監督機制法制化的要求無法實現。對此陳為廷批評馬英九對於和抗議學生會面缺乏邀約的誠意，因此要求馬英九先行承諾不再動用黨紀來控制中國國民黨籍立法委員制訂兩岸協議監督條例。
而林飛帆則表示雖然下午便已經接到中華民國總統府發言人李佳霏來電表示將寄送邀請函，但他表示在談話形式、進行時間、討論內容、會議地點都沒有實質共識前此舉並沒有必要。而李佳霏則表示在學生內部還沒有整合共識的情況下中華民國總統府會等待抗議學生確認後再作回應，並且重申馬英九願意在不預設任何前提下邀請學生代表前往中華民國總統府，就《海峽兩岸服務貿易協議》議題對話以協助立法院恢復正常運作。

## 3月26日

### 等待回應
上午10時，日本《讀賣新聞》記者準備從青島東路側門進入議場但是遭到駐守門口警察阻攔，雙方隨後陷入僵持使得民主進步黨籍立法委員林岱樺和林佳龍上前協助。而在警察態度強硬並且堅持不讓記者進入議場的情況下，林岱樺向警察胸膛攻擊兩拳而引起現場一陣騷動。而針對抗議學生要求與中華民國總統馬英九進行在毫無前提的情況下公開對話，中華民國總統府在上午11時表示正在等待學生統整後的正式回應，並且會選在公開透明的場合開放給新聞媒體採訪。其中中華民國總統府發言人李佳霏提到之所以選擇在中華民國總統府是基於對於抗議學生的尊重，並且表示過去李登輝擔任中華民國總統時期也接見過野百合學運的學生代表。
對此立法院院長王金平對於雙方對話抱持正面看法，並且希望在公開談話後再重新啟動啟朝野協商。而對於中華民國總統府的回應，學生代表林飛帆在Facebook上表示：「我們很願意對話，但真的希望看到總統的誠意。不要再以黨紀挾持委員，片面改變當初雙方對話的基礎。」之後林飛帆表示希望對話代表除了抗議學生外還包括反黑箱服貿民主陣線、憲法133實踐聯盟、台灣勞工陣線、台灣農村陣線等民間團體參與，並且期望朝野政黨繼續進行協商以尋求共識。與此同時抗議學生也發起「完成兩岸協議監督條例，先立法再審查」承諾書活動，藉由將承諾書送至各個立法委員辦公室的方式來調查朝野立法委員是否願意承諾推動兩岸協議監督法制化、監督法制化後再審查《海峽兩岸服務貿易協議》以及盡快將提案交付審查等訴求。
同日晚間社運人士與學生成立9人決策小組統一決策；其中，社運代表佔4名，負責與各社運團體聯繫，學生代表佔5名，在議場內外討論決策。

### 要求懲處
另外在上午時，包括行政院秘書長李四川、內政部警政署署長王卓鈞等人前往立法院內政委員會，針對警方驅離佔領行政院的群眾造成流血事件進行報告。其中李四川證實是由行政院院長要求內政部警政署針對這件事情進行處理，而王卓鈞則提到警方使用盾牌、警棍、鎮暴水車等設備都是依照相關規定進行。但對次民主進步黨籍立法委員管碧玲表示認為警方有計畫地區隔抗議學生和新聞媒體後才開始以優勢警力強制驅離示威人士，而立法委員段宜康則是批評行政院院長江宜樺在國際記者會上公開否認警方有涉嫌暴力毆打抗議群眾的行為，並且要求內政部警政署必須在3天之內提交執法不當之員警的懲處名單。
下午2時，中華民國總統府秘書長蕭旭岑透過友人邀請中央研究院副研究員黃國昌以個人身分會談，其中黃國昌提醒蕭旭岑政府不要以為能夠透過拖延的方式解決僵局，最後該討論經過半個小時後並沒有得到任何共識。下午3時，中國國民黨召開中央常務委員會會議並且邀請中華民國經濟部部長張家祝提出專題報告。兼任中國國民黨主席的馬英九在通取報告後，在會議上表示：「兩岸服貿協議是每條逐字逐句審查，最後表決，是史上最嚴格的審查方式，還有什麼黑箱可言。」到了下午5時林飛帆則鼓勵佔領立法院的學生繼續堅持，並且提到：「政府很著急，一天不解決，他們都很痛苦。」晚間行政院則是召開記者會並且公布3月24日驅離佔領行政院之抗議群眾的蒐證畫面，其中行政院發言人孫立群強調當天警方採取柔性驅離而非部分媒體指稱的暴力鎮壓，並且提到目前有36人因為這次事件被移送法辦。

## 3月27日

### 退場條件
立法院院長王金平在上午召開第三度朝野協商會議，但是之後經過討論後仍然無法達成共識。其中中國國民黨黨團提出要讓《海峽兩岸服務貿易協議》重審必須滿足回歸逐條審查、由王金平主持、場合不拘以及民主進步黨簽字同意不阻撓等要求，而民主進步黨黨團則是要求先立法再審議並且不設前提、《海峽兩岸服務貿易協議》可以進行修正、不設定時間表並且不限期通過法案以及成立行政院血腥鎮壓學運真相調查委員會等條件。對此王金平則發表書面聲明表示將繼續努力召集協商會議，並且要求朝野黨團應提出具體解決方案並且符合議事以及法制規範，而當雙方未提出可靠方案時應該考慮同意其所提出的方案。
而稍後學生代表陳為廷和林飛帆召開記者會並且針對中國國民黨所要求《海峽兩岸服務貿易協議》退回委員會重審的條件進行回應，強調應該先制定《兩岸協議監督審查條例》來審查《海峽兩岸服務貿易協議》。同時林飛帆表示只要抗議學生發起的承諾書活動獲得朝野立法委員全數支持後，佔領立法院的抗議學生便會主動撤離議場，同時也呼籲馬英九不要透過黨紀來約束中國國民黨籍立法委員。而針對有關議場內外學生和民眾與新聞媒體之間衝突的問題，林飛帆則表示抗議學生嚴格要求安全檢查的原因在於先前便有不明人士進入議場而怕引起騷動，並且提到已經和台灣新聞記者協會與國會記者聯誼會達成共識以及加強內外場地的協調工作。

### 號召遊行
中國國民黨立法院黨團在抗議學生寄送承諾書後，決議基於政黨政治而共同就是否簽署承諾書將會抱持同一立場。其中政策委員會執行長林鴻池表示在無法確認抗議學生的目的前暫時不考慮簽署，而中國國民黨黨團首席副書記長費鴻泰則表示在會議上許多立法委員也提議由馬英九邀請民主進步黨成員進行辯論，並且由學生代表擔任提問人以回應《海峽兩岸服務貿易協議》爭議。到了下午3時，學生代表陳為廷宣布擴大抗爭行動並且號召民眾在3月30日前往凱達格蘭大道示威遊行，並且持續到當日晚間7時後轉回立法院持續抗爭。
之後林飛帆則發表演講表示佔領立法院的行動沒有訂定結束時間，號召所有支持民眾共同佔領凱達格蘭大道、中山南路到立法院等路段，並且提到：「現在快要撐不下去的，不是我們，是馬政府！我們看你還能夠撐多久，這是在國會議場裡面，國會內外，所有的學生，所有的人民，再一次向馬政府宣戰！」而同意將凱達格蘭大道路權轉讓學生的民主進步黨發言人張惇涵表示民主進步黨主席蘇貞昌將以公民身分出席，期間也禁止任何成員穿著政黨服裝或者駕駛宣傳車。而在下午5時，中華民國總統府發言人李佳霏表示馬英九對於各界期待佔領議場事件和平落幕的呼籲感到認同，並且同意邀請學生前往中華民國總統府就《海峽兩岸服務貿易協議》的各項議題和訴求交換意見，而對此希望學生能夠給予正面回應。

## 3月28日
上午9時25分，律師顧立雄搭乘計程車準備進入中華民國總統府為了因應太陽花學運在附近設置的管制區時遭到警方勸阻，最後在顧立雄強行進入的情況下現場員警只好同意讓其通過。上午10時，行政院院長江宜樺召開記者會表示號召運動者應該負起社會責任以及讓計畫圓滿落幕，接著再度提到在占領行政院的行動中警方受傷人數較多以及強制驅離有其必要性。之後他公開表示其認為不應該同意退回《海峽兩岸服務貿易協議》、重新啟動談判、制定相關法律在進行審理之訴求，不過行政院早在2月19日就針對兩岸議題已經提出四階段溝通機制，同時政府也不會對於佔領立法院等非法闖入政府機關的群眾讓步或者鼓勵這類做法。
另外一方面在上午10時，立法院院長王金平召集的第四次朝野協商會議仍然因為雙方無法有共識而破局，其中民主進步黨黨團要求馬英九自行提出處理方案否則無法化解《海峽兩岸服務貿易協議》的爭議，而王金平也發表聲明稿呼籲雙方應該運用智慧和同理心提出可行方案。而警方也開始勘驗行政院內監視畫面、警方蒐證影帶以及媒體錄影資料以查明佔領行政院行動之策畫者，並且依妨害公務被告的身分陸續秘密傳喚沙漠野百合發言人許立以及黑色島國青年陣線成員陳廷豪等人。
而在晚上7時，中華民國總統馬英九與中華民國教育部部長蔣偉寧則共同和國立臺灣大學、國立東華大學、國立清華大學等11所學校校長進行會談。其中後者建議由政府以及學生雙方各自推薦5名社會公正人士成立溝通平臺，並且擴大在大專院校舉辦有關《海峽兩岸服務貿易協議》等論壇或者座談會。對於這些建議馬英九則表示希望能夠透過溝通平臺和抗議學生展開對話，並且承諾將會要求中華民國經濟部、中華民國教育部和行政院大陸委員會等行政部門擴大宣傳。

## 3月29日

### 廣告行動
當天《紐約時報》國際亞洲版第5面正式刊登了3621團隊公開募資的太陽花學運廣告，其中該廣告以「Democracy at 4am」（凌晨4時的民主）為主題並且搭配美國詩人埃米莉·狄更生的詩詞「Morning without YOU is a dwindled dawn」（沒有你的清晨是黯淡的黎明）作為副標題，同時文宣廣告由著名平面設計師聶永真所設計。而在上午9時作為太陽花學運英文介紹網站的「www.4am.tw」也正式開設，內容包括有太陽花學運官方英文發佈資訊、全英文互動紀錄、超過45篇國際新聞媒體報導和20支英文字幕影片等內容，並且還開放臺灣各地民眾上傳現場第一手照片並且於專區展示。
而在上午時，國立陽明大學校長梁賡義、國立交通大學校長吳妍華和國立東華大學校長吳茂昆前往議場探視靜坐中的學生團體並且表達對示威學生的關心，並且強調關心學生的作為與馬英九昨晚的接見並無關係。而對於大學校長提議成立溝通平臺小組來促使抗議學生以及馬英九政府展開對話的意見，陳為廷則表示學生團體內部已在進行討論，但是要求馬英九先行承諾未來不會使用黨紀威脅立法偉遠處理兩岸協議相關議題。另外一方面，前民主進步黨主席林義雄也於上午前往立法院議場外靜坐並且表示將會持續至學生運動結束為止。而中華民國總統府發言人李佳霏則在Facebook上發表致電給學生代表林飛帆的過程，並且重申中華民國總統府方面仍然期盼促成對話。

### 康乃馨運動
到了下午則有不同單位於臺北市發起反對反《海峽兩岸服務貿易協議》行動，並且以象徵母親的康乃馨與作為太陽花學運象徵物的向日葵作為應對。其中下午2時30分，國民黨全國青工總會在國立臺北商業技術學院召集並且舉辦「聽見康乃馨的呼喚」活動，主張抗議學生應該盡快停止占領立法院的行為。而在下午3時，中國國民黨籍臺北市議會議員李新召集警察眷屬、勞工成員、學者和學生以及相關人士在中正紀念堂舉辦了康乃馨運動，以「人手一朵康乃馨」的柔性訴求希望抗議學生彼此體諒並且在完成階段性工作後盡早結束抗爭。
之後李新則於下午5時率領聲援群眾前往立法院，而警方為了避免遊意見不同抗議民眾之間爆發衝突而在徐州路組織人牆隔離，參與康乃馨運動的民眾送康乃馨給協助維安的警察後隊伍便重新轉入中正紀念堂，不過也有近百名較激進的民眾則脫隊轉入濟南路，不過雙方之間並沒有因而發生肢體衝突。而到了下午5時，由大學生以及上班族組成的白色正義社會聯盟則在台北車站發起「還我國會、白色正義」活動，其中成功號召4,000多名同意抗議學生退出議場的聲援群眾，並且認為佔領立法院的抗議學生並不能代表所有臺灣民眾的想法。

### 同意立法
下午6時馬英九則是召開了中外記者會以應對抗議學生所提出的要求，其中他表示支持海峽兩岸協議監督機制法制化並且能夠與相關協議同時進行，並且要求行政院徵求各界意見並且發表整體影響評估。而中華民國總統府對於立法院決議將《海峽兩岸服務貿易協議》退回委員會表示尊重，並且會招集各方學者就是否召開公民憲政會議聽取意見，但是強調政府基於未來的經濟規劃將不會退回《海峽兩岸服務貿易協議》。另外對新聞媒體質疑其如何化解外界對《海峽兩岸服務貿易協議》過於親近中國的疑慮，馬英九則表示自己在看過許多網友評論和懶人包後無法接受有關其「親中賣臺」的指控。
另外在記者會上也有新聞媒體質疑馬英九因為民調低落使得民眾不相信政府政策，對此馬英九則回應《海峽兩岸服務貿易協議》對於臺灣有重要優勢而應該獲得通過。而到了晚上10時30分，學生代表林飛帆表示雖然馬英九在回應中對於抗議訴求有善意回應，但是也已經明確拒絕「先立法、再審查」的要求並且感到遺憾。之後他則強調3月30日於凱達格蘭大道示威遊行後如果馬英九政府仍然對於抗議學生的4項訴求沒有實質回應的話，將會繼續堅持佔領立法院議場。而陳為廷則表示馬英九不理解學生訴求而重新提及過往論點，認為這次記者會的承諾並沒有回應應有的誠意。

## 3月30日

### 人潮聚集

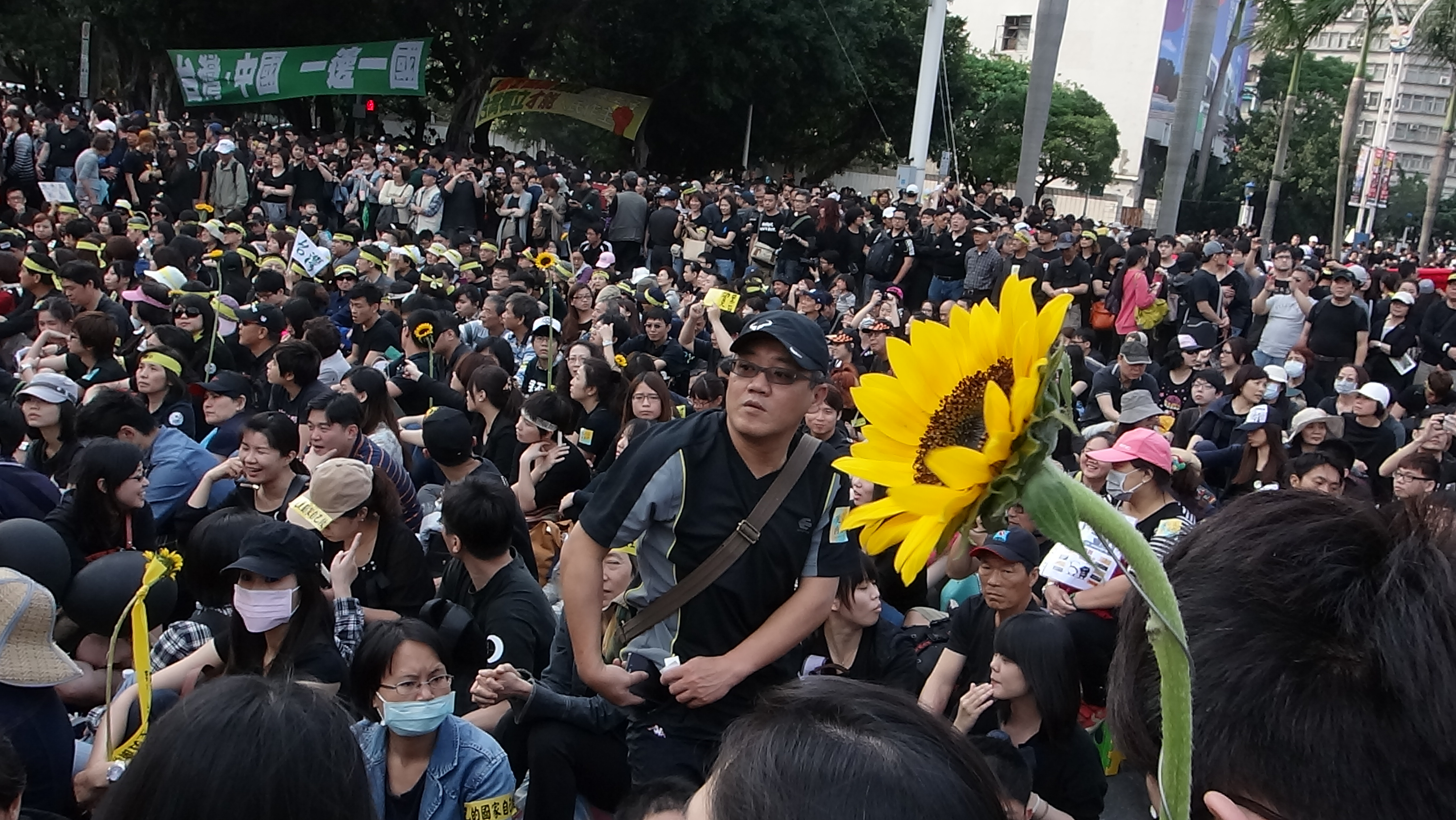
參與330反服貿遊行的示威群眾。

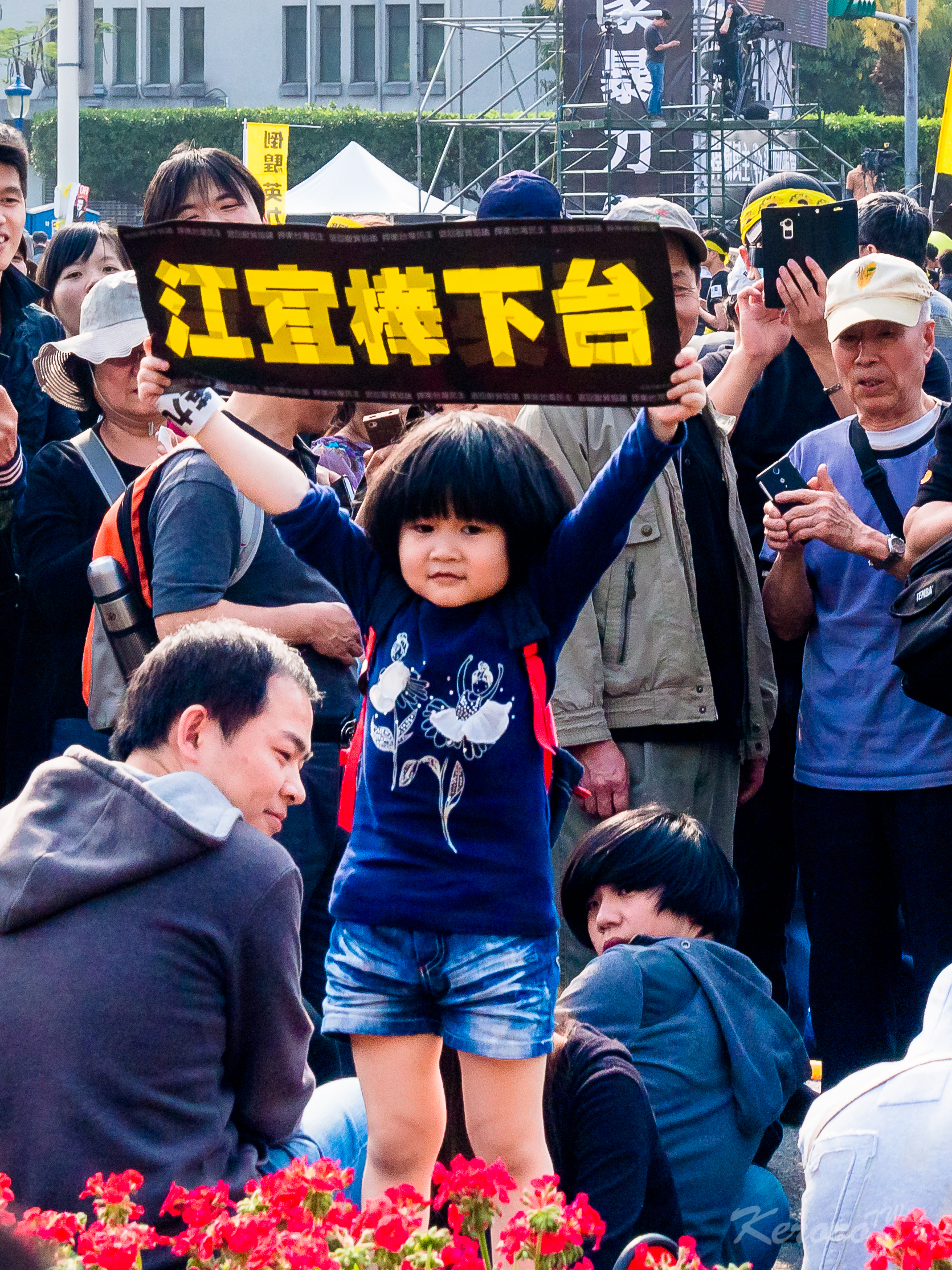
330反服貿遊行的主軸之一

上午11時30分，學生領導人林飛帆在立法院議場呼籲參與330反服貿遊行的抗議群眾應該保持和平與非暴力的立場，並且在活動結束之後立刻返回立法院。到了下午身穿黑色衣服的抗議民眾陸陸續續進駐凱達格蘭大道，被稱為黑衫軍，另外一方面公民正義聯盟也號召群眾在台北車站表達要求學生盡早歸還立法院議場的訴求。下午2時，主辦的學生團體表示凱達格蘭大道現場聚集的人數已經有35萬人。警方則部署了3,000名警力並且調派內政部警政署保安警察第一總隊、內政部警政署保安警察第四總隊、內政部警政署保安警察第五總隊以及各縣市警力支援，其中警方在凱達格蘭大道分三層戒備並且於中華民國總統府附近安排鎮暴水車以及支援人力。
在3時26分，林飛帆則宣布參與330反服貿遊行的人數已經達到50萬人，並且提到馬英九應該盡早回應抗議學生所提出的退回《海峽兩岸服務貿易協議》、制定審查機制、先立法再審查以及召開公民憲政會議之訴求。之後陳為廷上臺演講時表示一群平均年齡不到25歲的學生成功應對「可以掌握每個毛細孔的國家機器」，並且引用了蔣渭水的名言「同胞要團結，團結真有力！」。而在下午5時，林飛帆則在3名學生保護下離開立法院並且表示「若真被攻擊，也只能承擔」。另外反對反《海峽兩岸服務貿易協議》的抗議民眾也在台北車站東三門表達訴求，並且還一度在中山南路和忠孝西路路口的群眾發生口角衝突。

### 晚會結束
之後從凱達格蘭大道返回立法院議場的陳為廷在接受新聞媒體採訪時表示有多名幹部已經收到威脅簡訊，並且陸陸續續向警方報案。而臺北市政府警察局中正第一分局則表示確實有接獲相關情資，並且已經立即派遣2名貼身保護以防止有他人傷害學生。到了晚上7時，滅火器樂團則應邀並安排在最後演唱為太陽花學運創作的《島嶼天光》，並且播放在不久前於立法院拍攝製作的音樂影片。到了7時30分，林飛帆則登上了在凱達格蘭大道搭建的主舞台，除了再度要求馬英九應該要參考民眾意見以及做出具體承諾外，並且發表演講表示：「在國會議場裡面我們待了13天，留過淚，受進內心煎熬，很多夥伴都說過，好想回家，但是我們堅持住了，沒有回家，我們在寫歷史。」
稍後林飛帆表示佔領立法院的行動還沒辦法停止而將繼續持續抗爭，並且要求聚集在凱達格蘭大道的民眾「認識並留下周遭七個人的電話，從星期一到星期日排班到國會報到」，藉此方式來鞏固並且凝聚群眾參與熱度。最後在晚上7時45分，於凱達格蘭大道等地進行的330反服貿遊行宣告結束。而在晚上10時，中華民國總統府發言人李佳霏轉述馬英九談話表示後者肯定今天活動和平理性且順利結束，而對於在場抗議群眾的訴求也有經過仔細審思。但是對於林飛帆要求學生排班以繼續佔領立法院則是希望抗議群眾能夠尊重憲政體制，盡早撤出立法院議場以讓國會恢復正常運作。

## 3月31日

### 草擬條例
上午10時30分，中華民國總統馬英九在接見40多名工商團體代表時指出，關於反對《海峽兩岸服務貿易協議》的抗議學生要求兩岸監督機制法制化的要求已經委託行政院大陸委員會草擬具體措施，並且最快在4月3日時經行政院院會通過後便可送至立法院；而對於舉行憲政會議、國是會議或者是經貿國是諮詢會議等意見，行政院也同樣在4月3日提出評估結果。同時馬英九也提到願意在不預設任何條件的情況下公開在中華民國總統府與學生代表對話，但是對於學生所要求退回《海峽兩岸服務貿易協議》則表示無法同意之，並且提到這樣將會使得降低其他合作國家的意願而應該要遵從朝野協商決議重新逐條表決審查。
而上午11時40分，包括台灣勞工福利聯盟、台北市總工會、航空業、旅遊業以及青年學生代表召開記者會並且表示將在4月1日發起「要工作、要生存、要服貿」遊行，將號召2,000人自下午1時從監察院前往立法院議場。而到了中午時行政院發言人孫立群先是表示行政院會在4月3日以前會有確定訊息，而到了下午2時30分時則公開表示在經過江宜樺和馬英九討論過後決定召開經貿國是會議，主要將會談論兩岸經貿互動以及國際經濟整合等議題。另外他也表示在馬英九公開表態支持兩岸協議監督機制法制化後，行政院也已經委託行政院大陸委員會草擬《兩岸協議監督條例》進行討論。

### 第五度破局
到了下午時，臺灣臺北地方法院檢察署檢察官在針對323佔領行政院事件問訊訊黑色島國青年陣線成員陳廷豪後，以涉嫌妨礙公務罪之嫌疑諭令其5萬元交保候傳。而立法院院長王金平召開的第五次朝野協商會議再度因為無法獲得共識而解散，其中中國國民黨黨團首席副書記長費鴻泰會後表示中國國民黨提出希望逐條討論、由王金平擔任主席以及民主進步黨保證不再霸佔主席臺等要求，並且提到王金平也曾經在會議中表示希望民主進步黨能夠考慮之。不過民主進步黨總召柯建銘則表示其仍然堅持先通過監督條例後再審查的立場，而民主進步黨黨團幹事長高志鵬則批評中國國民黨在民眾佔領凱達格蘭大道後仍然沒有改變想法。
之後中國國民黨政策委員會執行長林鴻池和中國國民黨籍立法委員張慶忠召開記者會，並且就《海峽兩岸服務貿易協議》的通過方式向社會大眾致歉。其中林鴻池也表示送交院會的作法實際上是非不得已的行為，並且自己已經兩度向馬英九請辭政策委員會執行長的職務。而凌晨3時，包括學生代表林飛帆、中央研究院副研究員吳叡人、行政院大陸委員會副主任委員林祖嘉以及中華經濟研究院副執行長李淳等人接受半島電視台網路直播節目The Stream的採訪。其中林祖嘉坦承中國國民黨在處理這次協議時存在許多爭議，而林飛帆則表示「繼續占領國會，希望能讓總統府對我們的訴求做出回應」。

## 4月1日

### 國會示威

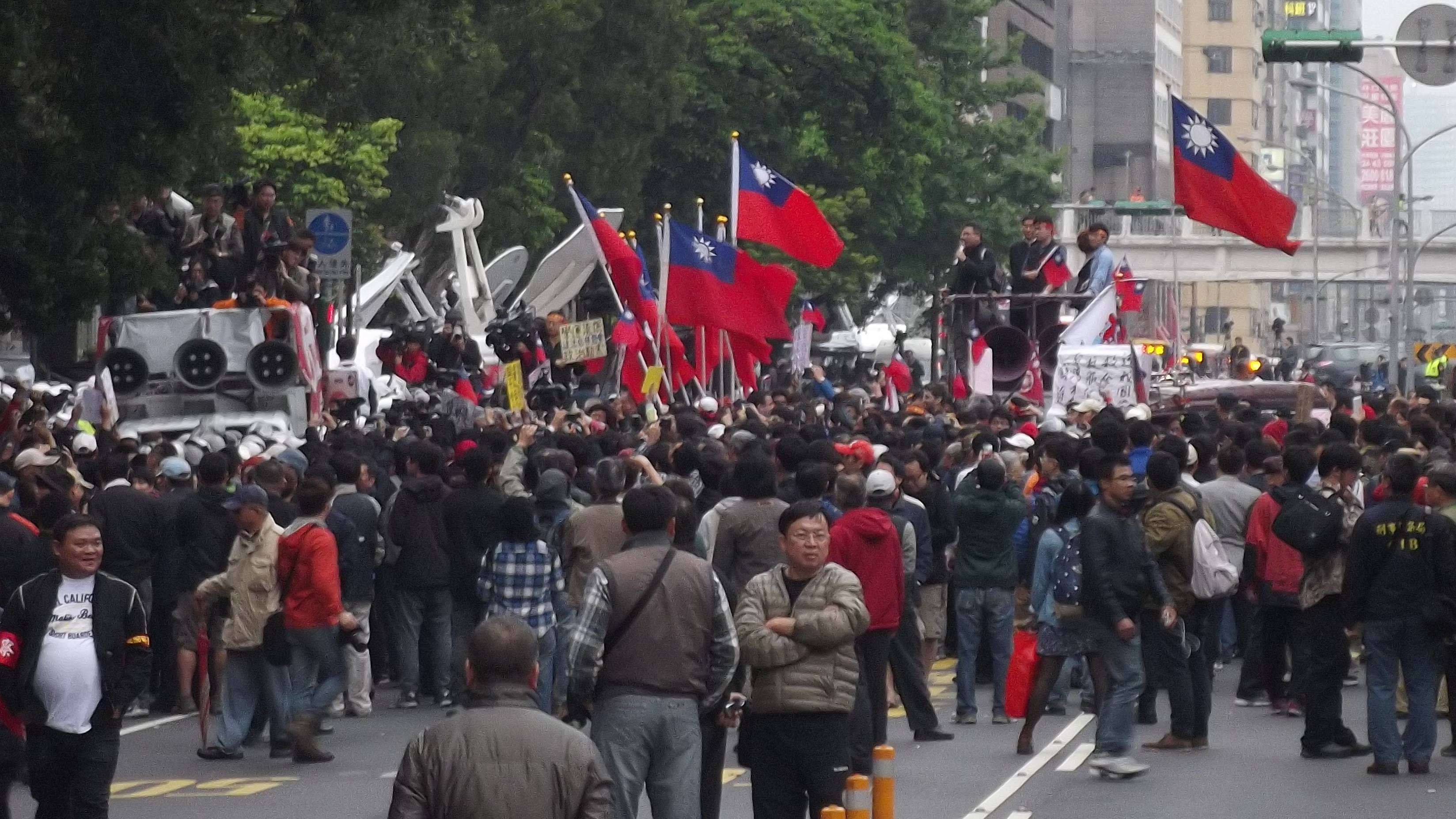
張安樂率領抗議群眾前往立法院周邊和反對《海峽兩岸服務貿易協議》的群眾對峙著。

下午1時30分，由台灣勞工福利聯盟號召的2,000名抗議群眾自監察院出發前往立法院，之後中華統一促進黨總裁張安樂也在下午2時出現在立法院現場。其中張安樂表示林飛帆及陳為廷先行破壞程序並且挾持國會，並且批評抗議群眾遭到兩人誤導而警方卻又遲遲不處理這次事件，同時他也提到如果將當前體制破壞的話將會使得臺灣變成跟泰國或者菲律賓等國家的處境一般。而為了因應反對反《海峽兩岸服務貿易協議》行動的示威群眾使得警方在忠孝東路和鎮江街等地部署鎮暴警察，並且還安排數十名中華民國特種警察成員加強防備，之後警方還以盾牌組成人牆以避免雙方在立法院附近爆發衝突。
而學生在下午1時就召集議場內部學生聚集在主席臺前討論其他議題，其中學生代表林飛帆認為最大目標為藉由佔領立法院的方式達成訴求，並且將尊重其他對於抗議學生的反對意見。在下午3時，學生代表陳為廷則召開記者會聲援因為被認為是佔領行政院策畫者而以5萬元交保的黑色島國青年陣線成員陳廷豪，並且批評行政院院長江宜樺將檢調機關作為壓制學生運動的工具；而林飛帆則認為張安樂應該訴求的對象不應該是抗議學生而是馬英九政府，並且表示作為無力者的學生是因為受到壓迫而走上街頭。之後張安樂雖然試圖派出3名代表和抗議學生進行談判但卻以安全疑慮被拒絕，最後在下午5時表示為了避免妨礙交通而宣布其所帶領的抗議群眾撤離，同時他也表示即便在成功表達訴求但他仍然會重新返回立法院。

### 正式偵辦
中華民國總統馬英九在傍晚接見參與2014年博鰲亞洲論壇代表時表示，在《海峽兩岸服務貿易協議》生效後實際上有許多條文給予修正空間，並且比喻說「就像婚約，不能說結了婚永遠不能離婚，沒有這個道理」。在晚上進行的中國國民黨中山會報上，負責主持會議的馬英九再度強調政府處理《海峽兩岸服務貿易協議》等重大政策會參考民間意見，而中國國民黨黨團則是提到民主進步黨在本會期已經36次杯葛或者占領主席臺的作為。而儘管中國國民黨政策委員會執行長林鴻池第三度提出請辭，但是被中國國民黨秘書長曾永權以及其他參與中山會報的中國國民黨黨員慰留。而在下午6時，23名不滿太陽花學運內部決策機制的學生離開立法院議場，並且隨後發表《賤民解放區宣言》表示要另外成立「賤民解放區」。
另外一方面，臺灣臺北地方法院檢察署受理了民眾告發林飛帆、陳為廷、魏揚、姚量議、賴中強等太陽花學運成員涉嫌妨害自由和恐嚇等罪嫌並且以「他」字案正式偵辦，而民眾告發王金平、洪秀柱、林鴻池、柯建銘等人涉嫌瀆職一案則轉交由檢肅黑金專組檢察官處理。而國立臺灣大學法律學院教授林鈺雄、謝銘洋等近40名各大學刑事法教授也發表聯合聲明，要求臺灣臺北地方法院檢察署檢察長楊治宇調查3月24日佔領行政院事件的經過，並且追究政府高層下令武力驅離等相關刑責。

## 4月2日

### 重新集結

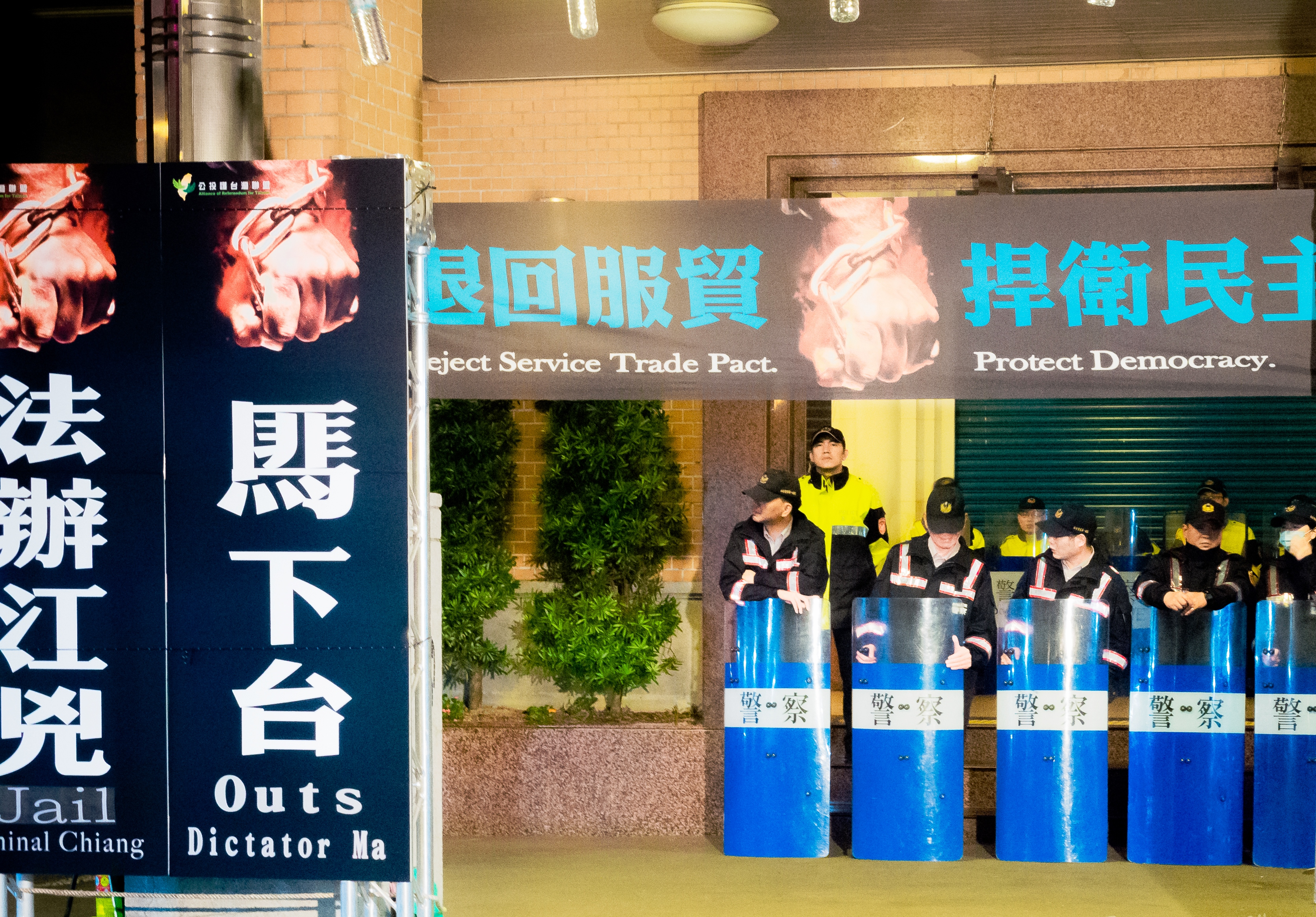
太陽花學運呼籲馬匪下台、法辦江兇

上午7時30分，為了因應中國國民黨籍立法委員張慶忠再度將《海峽兩岸服務貿易協議》送至聯席委員會審理的作法使得民主進步黨籍立法委員在立法院群賢樓九樓大禮堂靜坐。上午9時，學生代表陳為廷和林飛帆在鎮江街與青島東路路口向示威群眾談話時批評，並且表示這樣的作法等於否定了參與330反服貿遊行的50萬名抗議群眾提出的先立法再審查的訴求。之後林飛帆呼籲支持民眾再度包圍立法院以形成場外壓力，隨後有數千名學生開始包圍立法院周圍。而在9時10分左右，中國國民黨籍立法委員林鴻池、孔文吉、邱文彥、費鴻泰和江惠貞等人試圖進入會議室遭到人牆阻擋，而綠營立法委員也在9時20分時關閉會議室門口並且否定召開會議的效力。
上午10時，中華民國文化部部長龍應台表示抗議學生在組織分工、國內外宣傳、形象營造上表現傑出，但是對於太陽花學運的思想層次她則批評說「非常薄弱、充滿矛盾、沒有想透」。她同時也表示：「我愛死這些年輕人了，讓大家關心服貿他們做到了，但運動本身也該是檢討的時候了。」並且呼籲抗議學生應該盡早撤離立法院議場來讓國會能夠重新正常運作。到了上午11時20分，陳為廷由於試圖向接受採訪的張慶忠嗆聲而被5名警察強行架離並且送至立法院議場內，對此陳為廷則表示其作為是希望張慶忠能夠簽署承諾書並且支持民間版的《兩岸協議監督條例》，而林飛帆稍後於Facebook上表示「陳為廷在我旁邊啦！」則引起許多網友的回響。

### 賤民解放區
而下午1時左右，發生不明人士在鎮江街一處大樓頂樓4次丟擲小碎石而使得底下抗議群眾紛紛躲避，警方知情後則立刻前往現場察看。而下午3時，林飛帆則批評上午針對太陽花學運提出看法的中華民國文化部部長龍應台，認為其完全背棄她過去在野百合學運說過的內容，甚至批評說「真正思想薄弱的是龍應台而非學生」。同一時間中國國民黨則於下午舉辦了中國國民黨中央常務委員會，期間民主黑潮學生聯盟前往中國國民黨中央黨部抗議。而在會議上馬英九則表示臺灣與中國大陸簽署的協議對於臺灣來說全部都是「利大於弊」，但是隨後民主進步黨主席蘇貞昌則表示這一論點並無法解決大眾的疑惑，並且批評馬英九政府透過各種手法抹黑示威學生以及將佔領立法院舉動歸咎於在野黨。
而在下午6時中華民國檢察官協會則發表新聞稿表示學生佔領立法院本身具有高度違法性，但不會因為學生理念或者身分而使得檢調機關處理方式有所不同。同時也聲援臺灣臺北地方法院檢察署依法處理而向法院聲請聲押魏揚的作為，並且表示外界不能因此而批評檢調機關已經受到政治壓力影響而失去中立性。先前主張反對菁英領導的人士於當天晚上在濟南路公廁旁成立「賤民解放區」，其中主要成員主張透過對話讓群眾得以參與決策並且透過由下往上的方式凝聚共識，進而提出集體的公民意見以及行動，到了晚上12時附近人群持續增加至超過100人。

## 4月3日

### 重審遭阻
當天上午7時，警方調派200名警力前往立法院中興大樓出入口並且隔出人牆壁避免立法委員座車遭到阻攔。其中抗議學生多次試圖包圍現場，而臺北市政府警察局中正第一分局局長方仰寧則呼籲抗議群眾保持理性，並且表示學生若闖入通道便立即以束帶逮捕。而在上午8時行政院發言人孫立群表示預計經中華民國國家發展委員會完成可行性評估及辦理方式後，行政院院長江宜樺將在下午6時召開記者會說明經貿國是會議的內容。同時他也提到由於抗議學生所提出的公民憲政會議訴求並不一致，使得行政院決定舉辦經貿國是會議並且將議題聚焦在引起《海峽兩岸服務貿易協議》爭議的兩岸經貿與國際區域整合問題。
而在上午8時40分時中國國民黨籍立法委員立法院紅樓101會議室集合，期間包括民主進步黨總召柯建銘和立法委員陳明文、蘇震清等人前往關注動態。到了9時23分時，內政委員會主席張慶忠、中國國民黨政策委員會執行長林鴻池、中國國民黨籍立法委員費鴻泰、鄭天財、陳淑慧、邱文彥等人準備進入群賢樓9樓會議室時，遭到會議室內的民主進步黨籍立法委員反鎖在外。隨後張慶忠在接受採訪時表示重新審理《海峽兩岸服務貿易協議》是為了回應社會大眾的訴求，表示若中午會議時間結束前無法開會的話就擇期審查，但同時也表示下午排定的《公職人員選舉罷免法》和《政治獻金法》審查會議不會受到影響。另外在上午9時，林森南路與濟南路路口再度有部分情緒較為激動的抗議民眾想要擋住立法委員進出的道路，並且隨後與組成人牆的警方發生推擠衝突。其中1名女子一度被警方上銬，之後由於該名女子情緒激動而被警方送至警車上帶走。之後現場民眾情緒則較為平靜並且改坐在地上抗議表達訴求，而立法委員進出中興大樓的道路也於隨後淨空。

### 通過草案
下午1時，行政院召開記者會表示已經於行政院院會通過《臺灣地區與大陸地區訂定協議處理及監督條例》草案，其中條文內容要求建立四階段溝通機制以二階段國家安全審查機制並且將送至立法院審議。而在記者會上行政院大陸委員會者任委員會王郁琦表示民間版草案要求行政部門必須先制定協定締結計畫，並且在經過立法部門同意後才能夠依據計畫協商，但是一方面協商是行政權的權限而使得這作法不符合權力分立原則，另外一方面締結計畫由於牽涉雙方協商爭論點與因應策略使得談判底線遭到對方掌握。對此下午4時50分，陳為廷召開記者會批評馬英九政府未能正視抗議訴求，並且在行政院版本中並未有公民能參與、資訊要公開、人權有保障、政府有義務和國會能監督的功能。不過下午立法院院長王金平在寓所召集朝野黨團幹部舉行第六次朝野協商會議，但是民主進步黨黨團總召柯建銘下午4時離開現場並且表示談判破局。其中柯建銘表示中國國民黨黨團一方面堅持在聯席委員會重新審查《海峽兩岸服務貿易協議》，另外一方面提出在立法院議場遭到佔領的情況下轉移至群賢樓九樓大禮堂召開院會的方案。
而在下午5時50分中國國民黨秘書長曾永權與中國國民黨青年團學生共同召開記者會，並且針對太陽花學運的抗議學生以及相關人士發表了學生不應佔領立法院、支持警方執法、贊同程序正義、譴責佔領行為、媒體應公正報導、民主進步黨不應蓄意阻擋以及學生撤離議場等七點聲明。其中批評學生以暴力佔領國會議場、破壞公物以及攻佔行政院的違法行為不能稱之為公民運動，並且要求立法院院長王金平儘早協助勸導學生撤離議場以讓立法院早日恢復正常運作。而在下午6時由行政院院長江宜樺召開的記者會上則說明經貿國是會議籌備狀況，其中江宜樺表示將由社會公正人士擔任顧問並且邀請政黨、行政部門、產學界、公民團體等代表在各地舉辦4場分區會議，並且在6月上旬時召開全國大會。同時江宜樺也提到抗議學生提出的憲政問題並非這次議題的焦點，並且提到《臺灣地區與大陸地區訂定協議處理及監督條例》民間版本的內容並不符合現行的中華民國架構。

### 小孬孬插曲
白狼張安樂於4月1日率眾到立院時，警方拿著盾牌組成人牆擋在白狼群眾與學生團體之間，以防雙方爆發衝突，學生並要求警察保護。本日立法院排案審查服貿協議，學生為阻擋立委座車出入被警方勸阻，有學生直接向指揮官方仰寧嗆聲，稱其只會現在講大話、並指稱張安樂來的時候，方仰寧什麼都沒說。
方仰寧聽到學生嗆聲後忍不住回擊，向學生回嗆「跟張安樂嗆聲的就我方某人一個，你們小孬孬跑去哪裡？」說完後，方仰寧立刻轉身，學生也沒再回嗆，現場鴉雀無聲。
事後方仰寧當天大聲回嗆學生的影片被po上網路，引來警察同仁們一片叫好，直說分局長總算為他們出了口悶氣。另外，方仰寧此舉也引發日後洪崇晏於411包圍中正第一分局事件中帶頭對其喊話。

## 4月4日

### 「立院四大寇」
中華民國婦女聯合會主任委員嚴倬雲在《聯合報》上以中華民國婦女聯合會的名義刊登「給反服貿同學們的一封公開信」廣告，內容提到：「你們已經成功表達了看法，是該返校回家恢復正常生活的時候了，回家吧。」之後新聞媒體開始報導中國國民黨黨團轉述王金平的話指稱學生佔領立法院議場為治安問題，因此警方有任何驅離行動前只要事先知會其即可。對此王金平則表示他本身沒有任何意見，而該項說法是立法院法制局經過詮釋後的意見。而在上午學生代表陳為廷和林飛帆召開記者會表示要主動出擊，其中公開譴責強力支持《海峽兩岸服務貿易協議》通過存查的中國國民黨政策委員會執行長林鴻池、中國國民黨黨團副書記長張慶忠、立法委員林德福及吳育昇，並且批評其以黨紀控制其他中國國民黨籍立法委員的作法。
另外學生也公開呼籲包括王惠美、廖正井、翁重鈞、楊應雄、顏寬恒、張嘉郡、江惠貞、黃昭順、王進士、盧嘉辰、李鴻鈞等11位在上次選舉中以些微票數獲勝的立法委員，表示若不正視人民訴求簽下承諾書的話將會在下次立法委員選舉中難以連任。而在下午1時，林飛帆到靜坐區號召示威群眾前往中國國民黨籍立法委員林鴻池的選區，同時計畫發放傳單抵制並且包圍林鴻池在板橋區的立法委員服務處，藉此方式讓該區選民知道其失職並且趁機解釋《海峽兩岸服務貿易協議》的爭議以及學生訴求。同時他也向參與民眾說明將在明天於立法院議場舉辦人民議會，並且呼籲民眾能向抗議學生所點名的林鴻池、張慶忠、林德福和吳育昇施壓。

### 清場傳聞
針對學生團體表示將在傍晚於林鴻池選區發起示威行動，新北市政府警察局板橋分局在當天下午便加派警力前往林鴻池服務處巡邏，同時開始部署警員蒐證以避免發生衝突。不過之後抗議學生於下午5時發表其所規劃的示威遊行、發送傳單以及主題演講路線，主要設定在圍繞新北市政府警察局海山分局轄區的江子翠周邊道路。對此警方則表示將會沿路注意附近交通狀況，並且提到只要不妨害交通與治安該示威活動便不適用《集會遊行法》。
下午6時，民主進步黨立法委員林淑芬在Facebook上貼文表示內政部警政署下令內政部警政署保安警察第一總隊到內政部警政署保安警察第一總隊以及臺北市政府警察局支援員警換上鎮暴服裝，並且陸陸續續前往立法院、行政院以及中華民國總統府駐守著。這個消息迅速透過網際網路蔓延開並且傳至立法院議場內後，抗議學生開始針對可能的警方攻堅狀況進行演練。到了晚上8時，行政院發言人孫立群強調行政院對於太陽花學運的基本立場十分清楚，同時任何與立法院有關係的維安狀況將會接受立法院調度之請求以及進行指揮，內政部警政署只能夠受理支援、但是不會主動要求驅離立法院議場和周遭的示威學生。

## 4月5日

### 人民議會
全國自主勞工聯盟、台北市產業總工會、宜蘭縣產業總工會、桃園縣產業總工會、新竹縣產業總工會、苗栗縣產業總工會、台南市產業總工會、新高市產業總工會、中華電信工會、台塑關係企業工會聯合會、大高雄總工會、高雄市產業總工會、高雄市職業總工會、高雄市石化業產業總工會、全國教師工會總聯合會、全國關廠工人連線、人民火大行動聯盟發表共同聲明反對《海峽兩岸服務貿易協議》，批評該協議實際上將會受到中國大陸資本的影響而使得在地廠商必須削價競爭。同時這些中華民國主要工會和工人運動團體表示將會在國際勞動節當天，針對當前自由貿易與新自由主義政策發起抗議行動以捍衛工人權益。
而在當天上午以及下午抗議學生分別在青島東路和立法院議場內部召開人民議會，藉此方式來讓民眾得以公開審查《海峽兩岸服務貿易協議》的內容。其中上午9時30分召開會議由律師賴中強和中原大學財經法律系副教授徐偉群發表導言後，學生在律師顧立雄等熟悉審議程序協務下分組進行討論。下午2時林飛帆則召開記者會表示人民議會的功能並非取代現有立法院的代議制度，而是由於立法權效能不彰以及行政權過大的情況下才採取審議民主的方式補足，希望行政院和朝野立法委員能夠針對人民提出的要點逐一並且具體地回應。同時林飛帆也批評中國國民黨主張抗議學生造成立法院許多法案遭到拖延的說法，並且表示當前問題解決的有效辦法在於馬英九應該盡快回應學生的訴求。

### 民主黑潮
而為了響應先前前往林鴻池板橋區選區的作法，網友開始在網際網路上發起「割闌尾計畫」以尋求體制內改革。到了下午4時30分民主黑潮學生聯盟的成員在臺北捷運淡水站集結，並且在下午5時起開始沿著環河道路繞行中國國民黨立法委員吳育昇的選區發起示威遊行。其中抗議學生與群眾開始發散傳單以宣傳先立法再審查以及推廣《兩岸協議監督條例》草案民間版，而國立成功大學教授梁文韜也前往聲援並且發表演講。對此新北市政府警察局淡水分局抽調轄區50名警力前往現場戒備，而根據警方估計現場有300多名抗議群眾參與。另外對於昨天晚上關於警察換上鎮暴服裝準備於凌晨進行清場的傳聞，警方則表示因為部分抗議學生前往板橋區遊行而預防有激動群眾回到立法院鬧事，因此在中午時要求警員提升戒備層級。
儘管當天新聞媒體不斷發表鴻海科技集團董事長郭台銘計畫前往立法院議場與抗議學生對話的訊息，但是在下午5時負責接洽的中國國民黨籍立法委員盧嘉辰則表示郭台銘對於「學生未邀請他到立院」一事感到訝異，但由於不希望給抗議學生太多壓力而取消訪問行程。盧嘉辰也提到郭台銘表示只要有機會都願意和學生進行對話，而他本人也願意繼續協助郭台銘和抗議學生的溝通安排。而晚上7時30分於濟南路召開的第三場人民議會上，在經過主持人國立臺灣大學社會學系教授范雲引言後、便由中央研究院法律學研究所副研究員邱文聰與國立臺灣大學國家發展研究所教授劉靜怡先後解釋行政院版本跟民間版本《兩岸協議監督條例》的差異，隨後群眾分成19組針對相關議題進行討論。而在所有人民議會會議結束後，抗議學生則計畫將結果整理成《人民議會意見書》並且於下周送交至立法院以及行政院參考。

## 4月6日

### 王金平聲明
上午11時，立法院院長王金平率領立法院副院長洪秀柱、中國國民黨政策委員會執行長林鴻池、民主進步黨總召柯建銘等朝野黨團幹部以及多位立法委員於議場外發表演講。其中除了呼籲學生應該要尊重各界聲音而盡快撤離立法院議場外，還向抗議群眾承諾在將會藉由立法院院長的職權在《兩岸議監督條例》草案完成立法前、不會召集《海峽兩岸服務貿易協議》相關的黨團協商會議。而在上午11時15分時王金平更進一步進入議場內部探望抗議學生，雖然過程中一度由於大批新聞媒體拍攝導致現場混亂，但是王金平還是逐一向議場前方靜坐區和工作人員區的學生致意。隨後中國國民黨黨團緊急開會以對於聲明進行回應，其中林鴻池向媒體表示關於王金平前往探望議場學生的決定也是臨時被通知。
而中午12時，鴻海科技集團董事長郭台銘則透過公關表示欽佩王金平的智慧與高度，並且表達心疼學生的心情。在下午1時20分時，抗議學生在經過2個小時的討論後決定集結黃國昌、呂忠津、蔡培慧、陳為廷、賴中強和林飛帆等太陽花學運重要幹部召開記者會發表回應。其中林飛帆肯定王金平願意在職權範圍內就「先立法再審查」做出承諾，但表示仍然希望能夠得到《兩岸協議監督條例》草案將盡快交付委員會做實質審查的承諾。他也呼籲朝野各黨團應具體落實這一原則以及體現國會自主與國會監督等憲法職權，而有關王金平要求抗議學生盡早撤離立法院議場的呼籲則表示將會進行後續討論，之後他提到：「這個進展，歸屬於每一位堅持台灣民主核心價值的公民。」

### 再度掃街
在下午1時30分時，中國國民黨黨團召集人林鴻池表示事前不知道王金平王的聲明內容而只確認會前往議場探望學生，並且表示中國國民黨黨團對於王金平的說法感到錯愕。其中林鴻池提到中國國民黨黨團已經做出立法和審查同時進行的決議，然而王金平的說法卻讓外界解讀為先立法再審查的決定，之後他也再度呼籲抗議學生應該盡早撤離議場。而中國國民黨黨團首席副書記長費鴻泰則表示王金平藉由要求中國國民黨黨團出席記者會的方式為其聲明背書，而他自己也在中午12時當面向王金平表示：「國民黨很震驚，感覺被你出賣了！」中華民國總統府發言人李佳霏則表示王金平前往立法院事前並不知情，並且強調由於《海峽兩岸服務貿易協議》為經貿自由化政策的重要協議而希望立法院能夠盡快完成審議。
下午2時，民主黑潮學生聯盟召集2,000名示威群眾在八二三紀念公園中安街側廣場集合，計畫在中國國民黨立法委員張慶忠和林德福選區發起示威活動。而由於避免住在附近中華統一促進黨總裁張安樂與示威群眾發生衝突，新北市政府警察局中和分局與永和分局派遣100多名警力前往現場戒備。之後抗議群眾前往中和福和宮廣場靜坐並且陸陸續續進行演講，並且強調立法院應該要通過民間版本的《兩岸協議監督條例》。而儘管因為活動未事先申請而被一旁的警方舉牌警告之，不過抗議群眾也以「只是路過，警察不要驅趕」的看板作為回應。

## 4月7日

### 後續行動
上午11時學生總指揮林飛帆離開議場後表示許多人關心太陽花學運之後將如何進行，他承諾將在今天晚上作出決定。同時他也提到成就不屬於個人而是歸功於每一個參與的夥伴，表示：「我們都是普通人，沒有比較特別，議場內外的夥伴都付出一樣！」而有關王金平先前的言論都被許多學生視為已經釋出善意，而包括導演柯一正和前中華民國總統府國策顧問郝明義等人都陸續表示學生可以考慮退場，另外中央研究院法律學研究所副研究員黃國昌則表示所有退場意見都是交由學生決定。中華民國法務部部長羅瑩雪在上午視察新北地區檢調機關與監所機關並且在臺灣新北地方法院檢察署舉辦座談會後，表示覺得抗議學生根本不知道自己在做什麼事情但仍然認為其力量龐大，同時她也強調不能對學生的違法事情因為其身分而有另外一套法律標準。
到了下午抗議學生和公民團體等約20人至30人仍然繼續對於是否要退場進行討論，其中學生發言人江其冀表示目前討論中包括短暫留下、長期佔領或者決定撤離等提議都存在。而在下午3時，行政院發言人孫立群說表示行政院已經針對反對《海峽兩岸服務貿易協議》團體的若干訴求審慎評估並做出回應，包括行政院院長江宜樺前往與抗議學生對話、行政院院會通過《兩岸協議監督條例》以及宣布召開經貿國是會議。並且表示《海峽兩岸服務貿易協議》目前已經退回立法院內政委員會審查，行政院期盼立法院逐條審查的工作能夠早日完成。
下午6時，包括中華民國總統馬英九、行政院院長江宜樺、行政院大陸委員會主任委員王郁等人參加在中國國民黨中央黨部舉辦的黨團大會，並且由王郁琦就《兩岸協議監督條例》草案的各種不同版本提出報告與說明。其中馬英九表示希望王金平能夠協調朝野政黨讓《兩岸協議監督條例》在本會期內完成立法，而江宜樺則提到政府主張《兩岸協議監督條例》立法與《海峽兩岸服務貿易協議》逐條審查可以同時並行。而在黨團大會結束後，中國國民黨政策委員會執行長林鴻池召開記者會表示將會請立法院內政委員會召集委員張慶忠排審《臺灣地區與大陸地區訂定協議處理及監督條例》，並且希望將各個版本併案共同審查。在晚上7時發生反對退場的抗議人士前往議場主席臺批評「退場」的決議應該要能夠代表全部的支持者，而不是由幾個人或者幾個小組討論後達成的結果；同時抗議人士表示領導學生應該把當前困境講出來，並且希望決策小組能夠公開回應訴求。

### 宣布退場
到了晚上8時，陳為廷率領全體學生運動幹部在立法院議場召開記者會，正式宣布佔領立法院行動已經完成階段性任務而取得重要進展，因此邀請臺北市的支持者在4月10日下午6時聚集立法院以迎接撤離議場的學生。其中他認為抗議學生所提出的《兩岸協議監督條例》法制化、先立法再審查、召開公民憲政會議以及退回《海峽兩岸服務貿易協議》都已經或多或少有所成果，同時也成功透過太陽花學運讓許多國家以及新聞媒體廣泛關注該議題。他表示未來將會從持續關注訂定《兩岸協議監督條例》、審查《海峽兩岸服務貿易協議》以及擴大召開公民憲政會議等方向進行，並且還提到：「歡迎臺灣各地支持這場運動的朋友與我們遙相呼應，當怠惰的國會議員背棄選民、處心積慮經營一己私利之際，就讓我們接手深耕地方，讓社會成為我們的新議場。」
另一名學生代表林飛帆則表示太陽花學運至今很多人認為宣布「轉守為攻」即代表行動結束，但是他認為退出立法院議場並不是正式宣告行動結束。隨後晚上8時30分，中華民國總統府發表聲明肯定學生們退出議場的決定，認為讓立法院恢復正常運作以審議民生法案的做法符合絕大部分民眾的期望，並且表示「王院長的看法與政府的一貫主張並不衝突，我們以正面的態度看待」。不過中華民國總工會等126個工會之後發起連署要求立法院的修復金費不應該交由全民負擔，對此在凌晨時網友分別成立「修復318立院」Facebook社團專頁以及及「你們保護民主，我們修復立院」網站；其中發起者試圖藉由網站集結建築營造設計相關人員並且設立捐款認領區，並且在成立8個小時便獲得數千名網友支持。雖然之後陸陸續續有抗議學生和民眾開始拍照留念，但包括王奕凱等幾位表態不願意撤離的示威學生在晚上12時聚集在青島東路門口要求林飛帆和陳為廷作出回應，之後則因為試圖進入議場內部而與警方對峙著。

## 4月8日
下午2時，反媒體巨獸青年聯盟、基進側翼青年政團、公投護台灣聯盟和台獨積極陣線等16個公民團體宣布組成自由台灣陣線，並且表示在抗議學生撤離議場後仍然要繼續留在立法院正門廣場，不過反媒體巨獸青年聯盟副總召劉敬文則表示這不代表太陽花學運因而分裂。在下午6時，學生代表陳為廷則表示當前抗議學生仍然沒有與中華民國總統府以及行政院達成共識，並且批評馬英九在聲明中提到對於立法院院長王金平的看法與政府主張不衝突的說法。另外有關退場的決議引起許多參與人士的質疑，對此林飛帆則表示將在明天下午6時召開主軸為「反省凝聚、共同出擊」的行動會議以進行交流。而在晚上參加太陽花學運的學生和民眾則在濟南路舉辦大腸花論壇以發洩不滿，其中不少人也批評陳為廷和林飛帆等決策小組的退場決議。

## 4月9日

### 議場修復
學生發言人施彥廷在報告中提到僅發現議場內部有9支麥克風、2臺擴音器、椅子和牆面損壞，其他破壞還包括二樓窗戶、窗簾、門栓以及玻璃等需要維修；其中為了償還立法院的損壞修復而已經在濟南路上放置募款箱，並且以臺灣守護民主平臺的名義開設募款帳戶，但是也提到預估金額並沒有到外界預期的多。而在上午11時，立法院院長王金平在接受採訪時表示不會動用包含預備金在內的公款，對此許多新聞媒體則推測王金平多位民間企業朋友已經表示願意捐款。而立法院總務處處長蔡衞民則提到希望以禮拜五能夠召開議會為目標，但是由於學生還沒同意使得立法院工作人員不能夠先行修復。
而在上午臺北市市長郝龍斌呼籲抗議學生和平與理性地退場，而若有學生或群眾仍然堅持不退場的話將會採取「軟處理」。而擔任物資組負責人的捍衛苗栗青年聯盟成員王曰舒表示預計之後2天凌晨會陸陸續續將立法院周邊與議場內的物資盤點且移往鄰近的濟南基督長老教會暫時擺放，之後如果有相關社會福利團體或者弱勢族群有需要的話可以登記領取。另外中央研究院秘書長吳金洌也在上午召開的立法院社會福利及衛生環境委員會中指出，將在學生退出立法院後的第一時間收集議場內部相關資料作為重要的台灣民主運動史料保存。

### 抗議中天
下午1時臺北市政府警察局則公開呼籲學生明晚和平理性退場，將會動員1,600名警力執行立法院周邊交通和秩序的維護工作，同時也不會在學生離開議場後逮捕學生或者當場地發傳喚通知單。臺北市政府警察局保安科科長黃永志表示只要有暴力問題便會以現行犯逮捕，而如果出現違法脫序行為的話警方也不排除強制驅離。另外臺北市政府警察局中正第一分局分局長吳進宗則表示雖然公投護台灣聯盟申請在立法院濟南路集會至4月19日，但由於多次違反《集會遊行法》相關規定而廢止其合法集會。
下午2時，數百名自由台灣陣線成員身穿黑衣在臺北市內湖區的中天電視大樓前時報廣場聚集，並且批評中天電視刻意對於太陽花學運的報導有所偏頗。對此中天電視則派出數百名員工手持隨身擴音器反制，認為學生已經干預新聞自由並且還大聲播放《一家人》和《大團結一定贏》等歌曲來抵制抗議聲音。之後一度有一名機車騎士衝進人群，在向抗議民眾嗆聲後隨即遭到現場警方制止。到了下午3時左右，抗議群眾則是前往中國國民黨籍立法委員蔡正元的選區散發傳單，並且一直到下午4時整場示威活動才宣告結束。同時為了響應「你們守護民主，我們修復立院」活動，下午時數名維修人員等修繕相關專業民眾陸陸續續前往立法院協助抗議學生修復設備，並且也有油漆師傅協助對議場二樓牆面與地板污損做初步修繕和粉刷工作。

### 最後一夜
下午6時，抗議學生和群眾在立法院議場外召開行動會議。其中學生代表陳為廷接受採訪時表示有關退場方式，不過大方向定會於青島東路或者濟南路外場舉辦大型集會再宣告解散，同時他也提到：「我們沒有要畫句號，只是一個逗號。」到了晚上議場內的抗議學生、工作人員和公民團體聚集在一起輪流發表感言，而學生代表林飛帆和陳為廷則是低調坐在臺下聽取意見。在過程中許多學生與志工也透過這個機會宣洩情緒不滿，而有一名中天電視導播則是向學生表示支持並且提到將在禮拜日辭職，另外也有數人在濟南路與中山南路路口成立的「賤民解放區」跟著音樂起舞。
到了凌晨抗議學生開始清除立法院議場內部的牆上藝術創作、相關海報和文字資料，並且將之交由中央研究院進行數位典藏的工作。凌晨2時30分，工作人員開始拆卸議場出入口的阻擋物。到了凌晨4時30分，學生運動領導人林飛帆和陳為廷先後進入議場引起騷動，其中不少人和林飛帆拍照並且索取簽名，而陳為廷在接受新聞媒體採訪時表示：「若政府亂搞，我們一定再回來！」之後陳為廷還到立法院大門口的「大腸花垃圾話論壇」現場進行談話。

## 4月10日
學生代表林飛帆在上午11時離開立法院議場，並且開玩笑地向陳為廷說：「你腳真的很臭！但你還是我的兄弟。」而到了中午，許多抗議學生和志工前往立法院周遭協助將聲援太陽花學運的物資以接力的方式撤離現場。到了下午3時30分時，50多名自稱自己為「奴工」、駐留在立法院議場二樓的抗議學生因為不滿退場決策未獲得妥善溝通，於是在僅僅整理議場二樓的垃圾而不將障礙物清除的情況下於二樓樓頂集結，在向下方歡迎的民眾撒下A4紙張後彎腰鞠躬道謝，之後爬下樓梯離開立法院議場。而在一樓議場內部的抗議學生持續進行大掃除工作，並且將民眾送來蛙鏡、化妝水等物資直接發送給參與者，而在下午等待退場時也有人帶頭唱起太陽花學運主題曲《島嶼天光》。另外學生發言人江其冀表示中央研究院副研究員黃國昌已經將代為保管的議事槌提交給學生，至於修繕立法院議院的費用估計不會超過300萬元。
下午5時30分抗議學生舉辦退場儀式，其中學生在立法院議場掛起寫有「人民議會」的布條，由學生代表江其驥宣讀《人民議會意見書》並且提出公民參與擴大、資訊公開透明、國家安全、人權價值與弱勢權益的維護、衝擊評估全面落實、國會有實質審查權、談判對等以及維護國家主權等六大主張，同時期許中華民國總統馬英九、行政院院長江宜樺和立法委員能夠傾聽人民聲音。之後學生也宣布把議事槌送還給立法院院長王金平而將之放回議場主席臺上，並且在附上一本《官場現形記》以及署名全國人民、寫有「政令宣導，罔顧民意，既不民主，又無法治，先有條例，再來審議，給我民主，其餘免談。」的字條給王金平。
學生代表陳為廷和林飛帆也於下午6時召開記者會發表談話，其中陳為廷表示：「如果政權再不悔改、如果議會還是被寡頭、被財團所把持，我們終將回來，而且不只回來這裡。」而林飛帆則是表示在結束佔領立法院行動後將會繼續於民間社會展開串連行動，之後帶領帶領眾人深深鞠躬。在議場內部宣讀《人民議會意見書》以及草根論壇結論後，下午6時7分參與佔領議場的學生和民眾手持向日葵陸陸續續從立法院議場正門離開，隨後將手上的向日葵傳給在外等候的2萬名支持群眾。而在佔領議場的抗議學生與群眾全數撤離之後，警方立刻在立法院中興大樓架起拒馬以防止有民眾再次進入議場。之後學生代表則在濟南路主持晚會現場，而在晚會最後立法院周邊濟南路和青島東路的支持民眾共同歌唱《島嶼天光》。

## 外部連結
- （繁體中文） 蘋果互動新聞圖表（页面存档备份，存于）
- （繁體中文） 三分鐘回顧太陽花學運！（页面存档备份，存于）
- （繁體中文） 太陽花學運事件簿（页面存档备份，存于）
- （繁體中文） 佔領立院（页面存档备份，存于）